# La voz (programa de televisión mexicano)
La voz —también conocido como La voz... México de 2011 a 2018— es un reality show y concurso de talentos mexicano, basado en el formato de The Voice, originario de los Países Bajos y parte de la franquicia internacional The Voice creada por el productor de televisión neerlandés John de Mol bajo su empresa Talpa Media Holding. México ha sido el primer país de habla hispana en adaptar este formato y de los primeros 7 de manera global.
La primera versión de este programa de telerrealidad en México, fue producida por Televisa con Miguel Ángel Fox como productor ejecutivo. La primera edición inició el 11 de septiembre de 2011 con la conducción de Mark Tacher con Cynthia Urías tras bambalinas. Desde su estreno, el programa obtuvo grandes registros de audiencia que superaron a la competencia de otros canales.
Televisa produjo 7 ediciones y una versión Kids entre 2011 y 2018. La segunda edición inició el 9 de septiembre de 2012, la tercera edición inició el día 8 de septiembre de 2013, la cuarta edición inició el 7 de septiembre de 2014, y la quinta edición inició el 24 de abril de 2016. Al mismo tiempo que se grabó la quinta edición, se llevó a cabo La voz kids. Sin embargo, esta se estrenó hasta el 12 de marzo de 2017.
Posteriormente, el formato «de adultos», regresaría con una sexta edición el 15 de octubre de 2017, y finalmente, una séptima y última edición por parte de Televisa inició el 30 de septiembre de 2018 y concluyó el 16 de diciembre de 2018.
Tras finalizar la séptima edición en Televisa, la licencia del formato The Voice ahora quedó en manos de TV Azteca. La primera edición en TV Azteca inició el 12 de marzo de 2019. Sin embargo, Televisa estrenó la segunda temporada del formato La voz Kids el 20 de octubre de 2019, esto debido a que esta edición fue grabada meses antes del fin del contrato con la televisora. La segunda temporada de La voz Kids se anunció como la última temporada del reality show infantil en México.
Después de realizar la segunda edición de La voz en TV Azteca se anuncia La voz kids, segunda versión, la cual contó con dos temporadas, a pesar de que se había anunciado anteriormentepero debido a la pandemia de COVID-19 en México fue cancelada.
Tras la edición de 2022, el programa se encuentra en una pausa indefinida. 

## Equipo

### Conductores
| Conductor              | Temporadas | Temporadas | Temporadas | Temporadas | Temporadas | Temporadas | Temporadas | Temporadas | Temporadas | Temporadas | Temporadas |
| Conductor              | 1          | 2          | 3          | 4          | 5          | 6          | 7          | 8          | 9          | 10         | 11         |
| ---------------------- | ---------- | ---------- | ---------- | ---------- | ---------- | ---------- | ---------- | ---------- | ---------- | ---------- | ---------- |
| Mark Tacher            |            |            |            |            |            |            |            |            |            |            |            |
| Jacqueline Bracamontes |            |            |            |            |            |            |            |            |            |            |            |
| Lele Pons              |            |            |            |            |            |            |            |            |            |            |            |
| Jimena Pérez           |            |            |            |            |            |            |            |            |            |            |            |
| Eddy Vilard            |            |            |            |            |            |            |            |            |            |            |            |

#### Host digital
| Conductoras    | Temporadas | Temporadas | Temporadas | Temporadas | Temporadas | Temporadas | Temporadas | Temporadas | Temporadas | Temporadas | Temporadas |
| Conductoras    | 1          | 2          | 3          | 4          | 5          | 6          | 7          | 8          | 9          | 10         | 11         |
| -------------- | ---------- | ---------- | ---------- | ---------- | ---------- | ---------- | ---------- | ---------- | ---------- | ---------- | ---------- |
| Cynthia Urías  |            |            |            |            |            |            |            |            |            |            |            |
| Lidia Ávila    |            |            |            |            |            |            |            |            |            |            |            |
| Paty Cantú     |            |            |            |            |            |            |            |            |            |            |            |
| Natalia Tellez |            |            |            |            |            |            |            |            |            |            |            |
| Odalys Ramírez |            |            |            |            |            |            |            |            |            |            |            |
| Sofía Aragón   |            |            |            |            |            |            |            |            |            |            |            |

### Cronología deCoaches
| Coach     | Temporadas | Temporadas | Temporadas | Temporadas | Temporadas | Temporadas | Temporadas | Temporadas | Temporadas | Temporadas | Temporadas |
| Coach     | 1          | 2          | 3          | 4          | 5          | 6          | 7          | 8          | 9          | 10         | 11         |
| --------- | ---------- | ---------- | ---------- | ---------- | ---------- | ---------- | ---------- | ---------- | ---------- | ---------- | ---------- |
| Alejandro |            |            |            |            |            |            |            |            |            |            |            |
| Lucero    |            |            |            |            |            |            |            |            |            |            |            |
| Espinoza  |            |            |            |            |            |            |            |            |            |            |            |
| Syntek    |            |            |            |            |            |            |            |            |            |            |            |
| Bosé      |            |            |            |            |            |            |            |            |            |            |            |
| Paulina   |            |            |            |            |            |            |            |            |            |            |            |
| Beto      |            |            |            |            |            |            |            |            |            |            |            |
| Jenni (†) |            |            |            |            |            |            |            |            |            |            |            |
| Líderes   |            |            |            |            |            |            |            |            |            |            |            |
| Guzmán    |            |            |            |            |            |            |            |            |            |            |            |
| Marco     |            |            |            |            |            |            |            |            |            |            |            |
| David     |            |            |            |            |            |            |            |            |            |            |            |
| Ricky     |            |            |            |            |            |            |            |            |            |            |            |
| Laura     |            |            |            |            |            |            |            |            |            |            |            |
| Julión    |            |            |            |            |            |            |            |            |            |            |            |
| Yuri      |            |            |            |            |            |            |            |            |            |            |            |
| Tigres    |            |            |            |            |            |            |            |            |            |            |            |
| Gloria    |            |            |            |            |            |            |            |            |            |            |            |
| Balvin    |            |            |            |            |            |            |            |            |            |            |            |
| Maluma    |            |            |            |            |            |            |            |            |            |            |            |
| Vives     |            |            |            |            |            |            |            |            |            |            |            |
| Anitta    |            |            |            |            |            |            |            |            |            |            |            |
| Carlos    |            |            |            |            |            |            |            |            |            |            |            |
| Natalia   |            |            |            |            |            |            |            |            |            |            |            |
| Ricardo   |            |            |            |            |            |            |            |            |            |            |            |
| Yahir     |            |            |            |            |            |            |            |            |            |            |            |
| Belinda   |            |            |            |            |            |            |            |            |            |            |            |
| Lupillo   |            |            |            |            |            |            |            |            |            |            |            |
| María     |            |            |            |            |            |            |            |            |            |            |            |
| Christian |            |            |            |            |            |            |            |            |            |            |            |
| Edith     |            |            |            |            |            |            |            |            |            |            |            |
| Jesús     |            |            |            |            |            |            |            |            |            |            |            |
| Yuridia   |            |            |            |            |            |            |            |            |            |            |            |
| Ha*Ash    |            |            |            |            |            |            |            |            |            |            |            |
| Joss      |            |            |            |            |            |            |            |            |            |            |            |

## Resumen
| Temp. | Inicio                   | Final                   | Ganador           | Segundo Lugar                 | Tercer lugar       | Cuarto lugar    | Coach Ganador       | Conductor                            | Backstage      | Coaches (orden de las sillas) | Coaches (orden de las sillas) | Coaches (orden de las sillas) | Coaches (orden de las sillas) |
| Temp. | Inicio                   | Final                   | Ganador           | Segundo Lugar                 | Tercer lugar       | Cuarto lugar    | Coach Ganador       | Conductor                            | Backstage      | 1                             | 2                             | 3                             | 4                             |
| ----- | ------------------------ | ----------------------- | ----------------- | ----------------------------- | ------------------ | --------------- | ------------------- | ------------------------------------ | -------------- | ----------------------------- | ----------------------------- | ----------------------------- | ----------------------------- |
| 1     | 11 de septiembre de 2011 | 18 de diciembre de 2011 | Óscar Cruz        | Alejandra Orozco              | Óscar Garrido      | Gabriel Navarro | Alejandro Sanz      | Mark Tacher                          | Cynthia Urías  | Alejandro                     | Lucero                        | Espinoza                      | Syntek                        |
| 2     | 9 de septiembre de 2012  | 16 de diciembre de 2012 | Luz María Ramírez | Miguel & Alejandro Pérez Meza | Gerardo Bazúa      | Ximena Villalón | Jenni Rivera        | Jacqueline Bracamontes               | Cynthia Urías  | Miguel                        | Paulina                       | Beto                          | Jenni                         |
| 3     | 8 de septiembre al 2013  | 15 de diciembre de 2013 | Marcos Razo       | Willy Espinoza                | Carolina Ross      | Kate Botello    | Marco Antonio Solís | Jacqueline Bracamontes               | Lidia Ávila    | Wisin & Yandel                | Guzmán                        | Marco                         | David                         |
| 4     | 7 de septiembre de 2014  | 14 de diciembre de 2014 | Guido Rochin      | Kike Jiménez                  | Agina Álvarez      | Natalia Sosa    | Julión Álvarez      | Jacqueline Bracamontes               | Paty Cantú     | Ricky                         | Laura                         | Julión                        | Yuri                          |
| 5     | 24 de abril de 2016      | 31 de julio de 2016     | Yuliana Martínez  | Eddy Ray                      | Poncho Arocha      | Jorge Eduardo   | J Balvin            | Jacqueline Bracamontes               | Natalia Tellez | Alejandro                     | Tigres                        | Gloria                        | Balvin                        |
| 6     | 15 de octubre de 2017    | 17 de diciembre de 2017 | Luis Adrián Cruz  | Leslie Mar                    | Irlanda Valenzuela | Mayela Orozco   | Laura Pausini       | Jacqueline Bracamontes               | Odalys Ramírez | Maluma                        | Laura                         | Vives                         | Yuri                          |
| 7     | 30 de septiembre de 2018 | 16 de diciembre de 2018 | Cristina Ramos    | Diana Villamonte              | Carmen Goett       | Delian          | Carlos Rivera       | Lele Pons / Paola Rojas (voz en off) | Odalys Ramírez | Maluma                        | Anitta                        | Carlos                        | Natalia                       |
| 8     | 12 de marzo de 2019      | 1 de julio de 2019      | Fátima Domínguez  | Leo Rosas                     | Viviann Baeza      | Mashiakh & Dara | Lupillo Rivera      | Jimena Pérez                         | Jimena Pérez   | Montaner                      | Yahir                         | Belinda                       | Lupillo                       |
| 9     | 2 de junio de 2020       | 31 de agosto de 2020    | Fernando Sujo     | Alexis Tanguma                | Glenda Ramírez     | Prudence        | Christian Nodal     | Eddy Vilard                          | Sofía Aragón   | Christian                     | María                         | Belinda                       | Montaner                      |
| 10    | 1 de junio de 2021       | 11 de agosto de 2021    | Sherlyn Sánchez   | Arturo de La Fuente           | Arantza            | Kike Aristi     | Edith Márquez       | Eddy Vilard                          | Sofía Aragón   | Jesús                         | Edith                         | Miguel                        | María                         |
| 11    | 6 de junio de 2022       | 29 de agosto de 2022    | Fátima Elizondo   | Anyelique Solorio             | Marcela López      | Sandra Guevara  | Yuridia             | Eddy Vilard                          | Sofía Aragón   | Joss                          | Ha*Ash                        | Yuridia                       | David                         |

## Formato y etapas
Los concursantes son aspirantes a cantantes seleccionados de audiciones públicas. Tras esta selección, el show consiste de varias etapas. La primera es la de las audiciones a ciegas, en la cual los entrenadores o coaches escuchan a los concursantes sin poder verlos, y giran sus sillones como significado de querer su voz en sus equipos. Si más de un entrenador gira su sillón, el concursante decide con cual de ellos trabajará en su equipo. Las audiciones a ciegas finalizan cuando cada coach tiene un cierto número de concursantes, quienes serán entrenados para las siguientes etapas de eliminación, en las que los concursantes se enfrentarán entre ellos y se irán eliminando según su desempeño para, finalmente, enfrentarse un miembro por equipo en una final en la que se decide quien será que se quede con el título de La voz (o La voz... México en la producción de Televisa). 

### Casting nacional
En el casting nacional se seleccionan a los que participarán a lo largo del programa. No asisten los coaches, sino miembros del equipo del programa. El casting puede ser en línea o presencial en distintas ciudades de la República Mexicana.

### Etapa 1: Las audiciones a ciegas
Los cuatro coaches estarán de espaldas a los participantes y se guiaran solo por su voz. Si la voz del participante es agradable a los coaches apretaran un botón («Quiero tu voz») que hará girar su silla frente al participante, para finalmente conocerlo e indicar que el participante ha sido seleccionado. Sin embargo, a partir de la cuarta temporada, puede que el participante esté dentro de «La caja», algo que impedirá a los coaches conocer al participante hasta que sea destapado. Si más de un coach aprieta el botón, el participante tendrá la opción de decidir con cual de los coaches quiere entrenarse en esta competencia, pero si un coach es el único que aprieta el botón, automáticamente, el participante se va a su equipo. Si ninguno de los coaches oprime el botón, significa que el participante queda eliminado.

### Etapa 2: Las batallas
Esta es la segunda etapa; los coaches se verán obligados a reducir su equipo a la mitad, así que subirán a dos integrantes (o tres integrantes, según sea el caso) de su equipo a cantar juntos en un ring, quienes se enfrentarán y demostrarán quién tiene la mejor voz. Al final cada coach tomara la decisión de salvar a uno para pasar a la siguiente etapa, y el otro quedará eliminado, sin embargo, a partir de la tercera temporada, se introduce la modalidad del «robo», donde el eliminado se encontrará apto para ser «robado» por otros coaches a través de apretar el botón «Quiero tu voz» pero si más de un coach aprieta el botón, el participante elegirá a su nuevo coach. Para que los coaches tengan una elección de la voz en esta etapa, son asesorados por otros cantantes de importancia en el medio.

### Etapa 3: El rescate
Etapa introducida a partir de la segunda temporada; el coach de cada equipo elegirá de sus integrantes eliminados durante la ronda de las batallas (con el robo) a 2 integrantes para volverse enfrentarse, y posteriormente salvar a uno para avanzar la siguiente etapa; el coach recibirá ayuda de su asesor/cocoach. En la quinta temporada, el rescate regresa, pero no como una etapa, sino como una oportunidad para rescatar a un participante eliminado de los knockouts para pasar a la siguiente etapa.

### Etapa 4: Losknockouts
Etapa introducida a partir de la tercera temporada; los coaches deberán de reducir nuevamente sus equipos mediante duelos a muerte llamados Los knockouts. Cada coach escuchará un ensayo previo de sus participantes, donde durante el ensayo, el participante ensaya la canción y realiza las correcciones que indique su coach. Los participantes no saben contra quién se enfrentarán, sino unos minutos antes de realizarlo en el momento, antes el coach escoge contra quienes competirán. Los participantes cantaran de forma alternada. El coach escogerá estratégicamente enfrentamientos de dos o tres participantes, dependiendo de la cantidad de participantes por temporada, y solamente se quedará con uno de los participantes para avanzar a la siguiente etapa.

### Etapa 5: Los playoffs
Etapa introducida a partir de la cuarta temporada; los participantes de cada equipo tendrán una actuación individual para demostrar que son capaces de competir; el orden de la participación y la decisión será tomada por el coach, de quienes pasarán a la siguiente etapa.

### Etapa 6: Top 3
Etapa introducida a partir de la quinta temporada; los participantes de cada coach se enfrentaran contra todo su equipo en presentaciones individuales, luchando por uno de los 3 lugares disponibles en el top 3, los cuales serán de los 3 participantes sentados en las sillas asignadas. Después de cada presentación individual, el coach tomará la decisión de si el participante tomará una silla o será automáticamente eliminado, siendo el primero asignado a la silla #1, y a partir del segundo, el coach escogerá la silla para este, manteniendo o desplazando a los otros participantes una silla más abajo. Cuando las sillas estén llenas, el coach decidirá si asignarle una silla al siguiente participante, recorriendo y eliminando al participante de la silla #3, o eliminar al participante en el escenario.

### Etapa 7: Losshowsen vivo
Esta es la última etapa. El participante que sea nombrado La voz... México debe tener dos puntos importantes: la aprobación de su coach y gran aceptación del público. En cada temporada es diferente mecánica, lo único que es igual es que cada participante hace una presentación en vivo, después hay nominación y cada participante tiene una línea telefónica para acumular votos, el participante puede: ser salvado por el público, ser salvado por el coach o quedar eliminado. En el último show en vivo deberán quedar 4 participantes y el ganador será denominado La voz. Solo debe quedar un participante por coach, sin embargo, en la tercera temporada se introdujo  «el duelo de coaches», donde cada coach elige a otro coach para enfrentarse en un duelo a muerte con uno de sus dos semifinalistas, motivo que podría llevar a un coach con sus dos semifinalistas hasta la final o podría hacer que el mismo coach no participe en la gran final.

## La voz… México (2011-2018)

### Presentadores
| Ediciones              | Ediciones | Ediciones | Ediciones | Ediciones | Ediciones | Ediciones | Ediciones | Ediciones | Ediciones |
| Presentador            | 1         | 2         | 3         | 4         | 5         | 6         | 7         |           |           |
| ---------------------- | --------- | --------- | --------- | --------- | --------- | --------- | --------- | --------- | --------- |
| Mark Tacher            |           |           |           |           |           |           |           |           |           |
| Jacqueline Bracamontes |           |           |           |           |           |           |           |           |           |
| Lele Pons              |           |           |           |           |           |           |           |           |           |

#### Backstage
| Ediciones      | Ediciones | Ediciones | Ediciones | Ediciones | Ediciones | Ediciones | Ediciones | Ediciones | Ediciones |
| Backstage      | 1         | 2         | 3         | 4         | 5         | 6         | 7         |           |           |
| -------------- | --------- | --------- | --------- | --------- | --------- | --------- | --------- | --------- | --------- |
| Cynthia Urias  |           |           |           |           |           |           |           |           |           |
| Lidia Ávila    |           |           |           |           |           |           |           |           |           |
| Paty Cantú     |           |           |           |           |           |           |           |           |           |
| Natalia Téllez |           |           |           |           |           |           |           |           |           |
| Odalys Ramírez |           |           |           |           |           |           |           |           |           |

#### Coaches
| Temporada | Coaches        | Coaches              | Coaches             | Coaches          |
| --------- | -------------- | -------------------- | ------------------- | ---------------- |
| 1         | Alejandro Sanz | Lucero               | Espinoza Paz        | Aleks Syntek     |
| 2         | Miguel Bosé    | Paulina Rubio        | Beto Cuevas         | Jenni Rivera (†) |
| 3         | Wisin & Yandel | Alejandra Guzmán     | Marco Antonio Solís | David Bisbal     |
| 4         | Ricky Martin   | Laura Pausini        | Julión Álvarez      | Yuri             |
| 5         | Alejandro Sanz | Los Tigres del Norte | Gloria Trevi        | J Balvin         |
| 6         | Maluma         | Carlos Vives         | Laura Pausini       | Yuri             |
| 7         | Maluma         | Anitta               | Carlos Rivera       | Natalia Jiménez  |

Galería de coaches
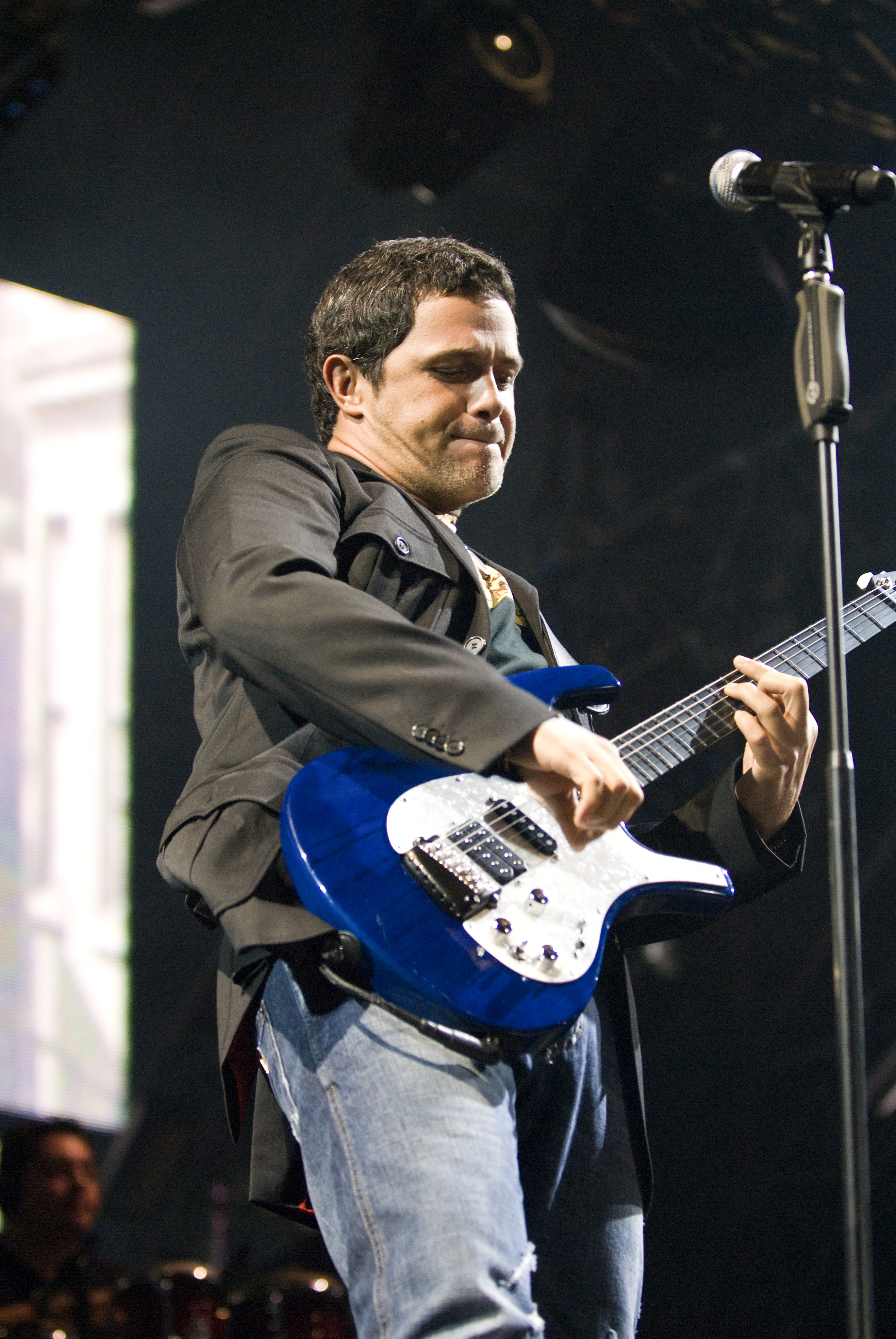
Alejandro Sanz (2011, 2016)
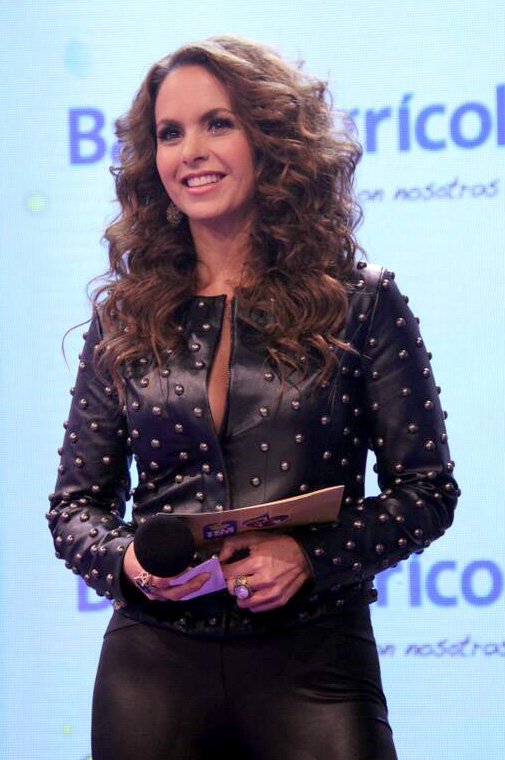
Lucero (2011)
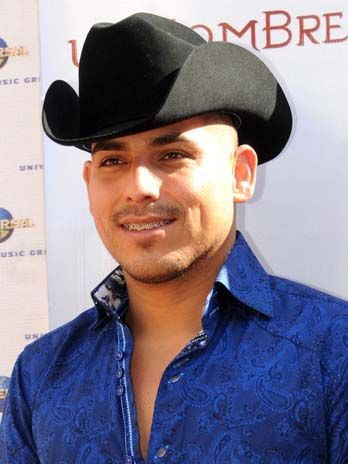
Espinoza Paz (2011)
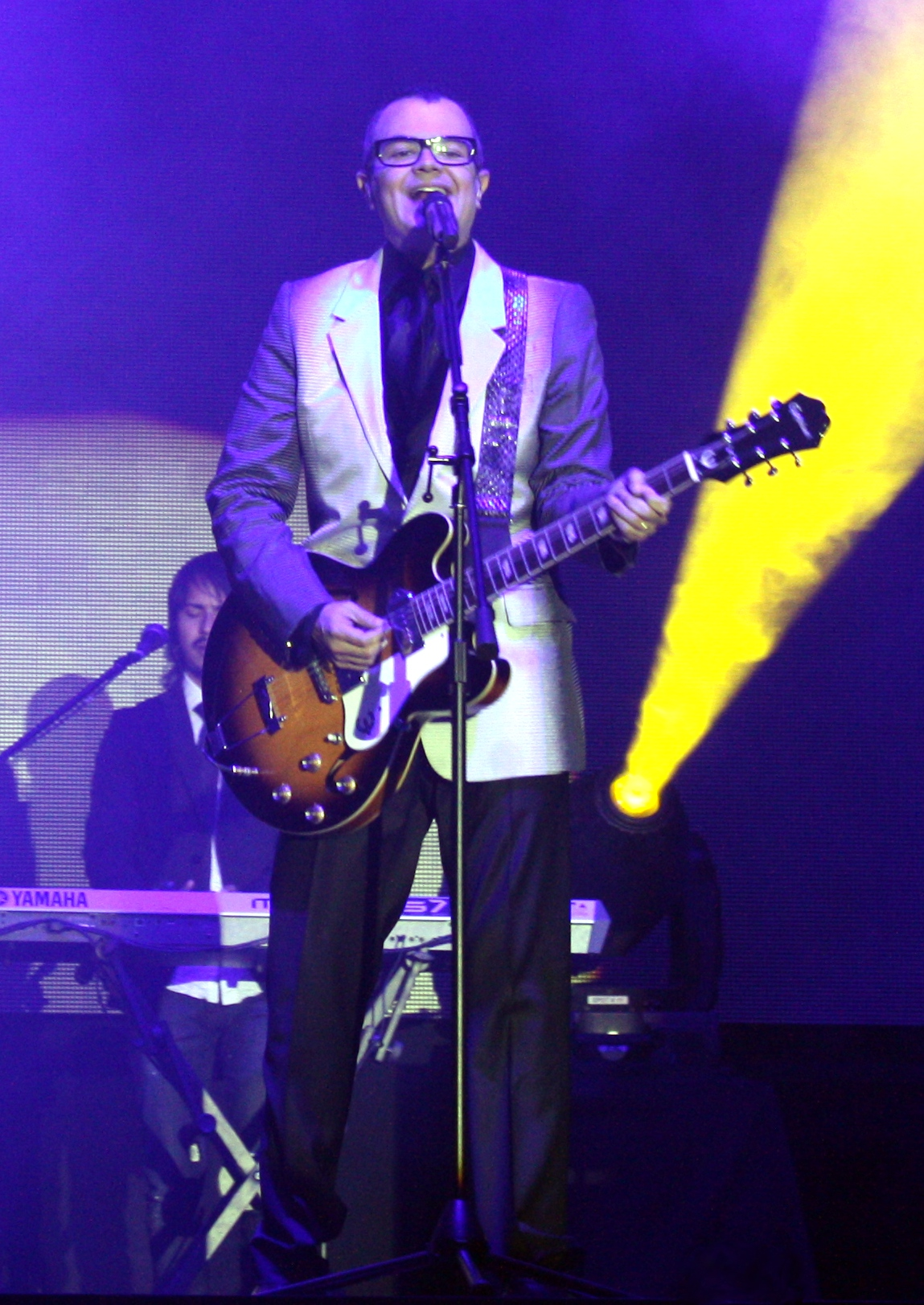
Aleks Syntek (2011)
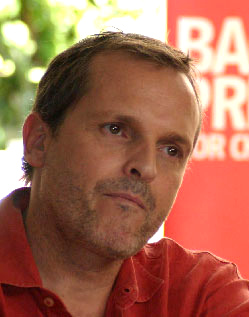
Miguel Bosé (2012)
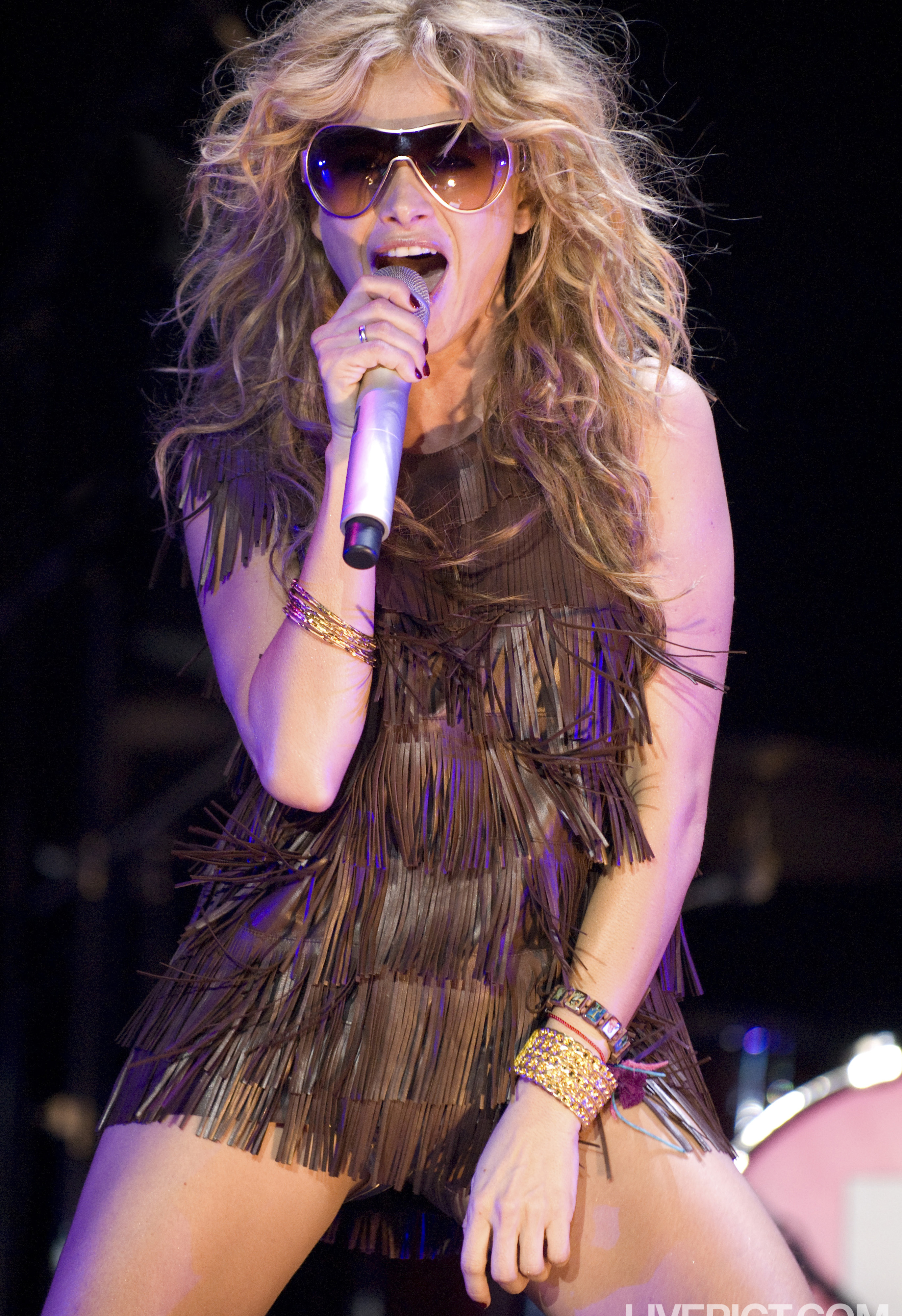
Paulina Rubio (2012)
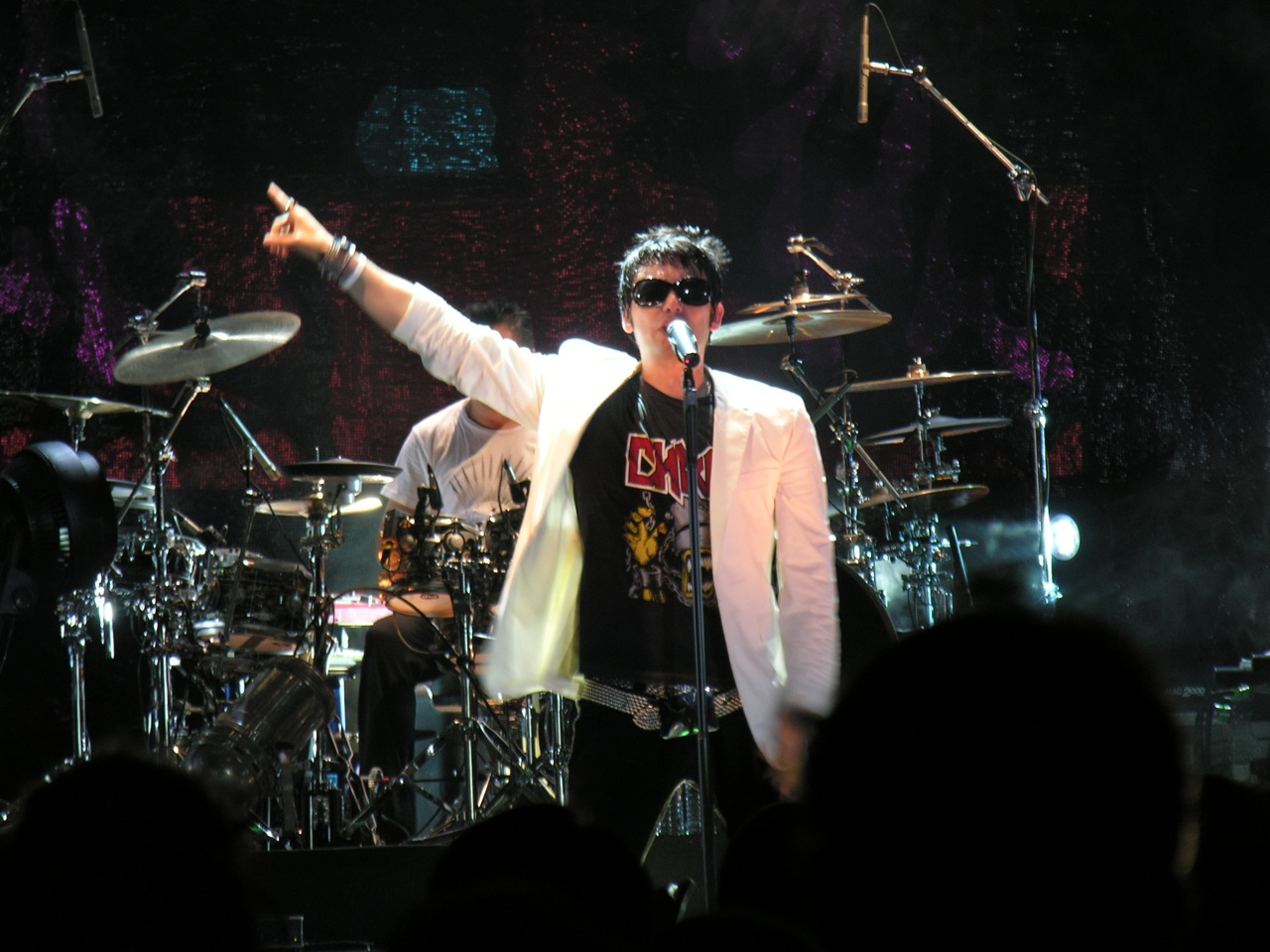
Beto Cuevas (2012)
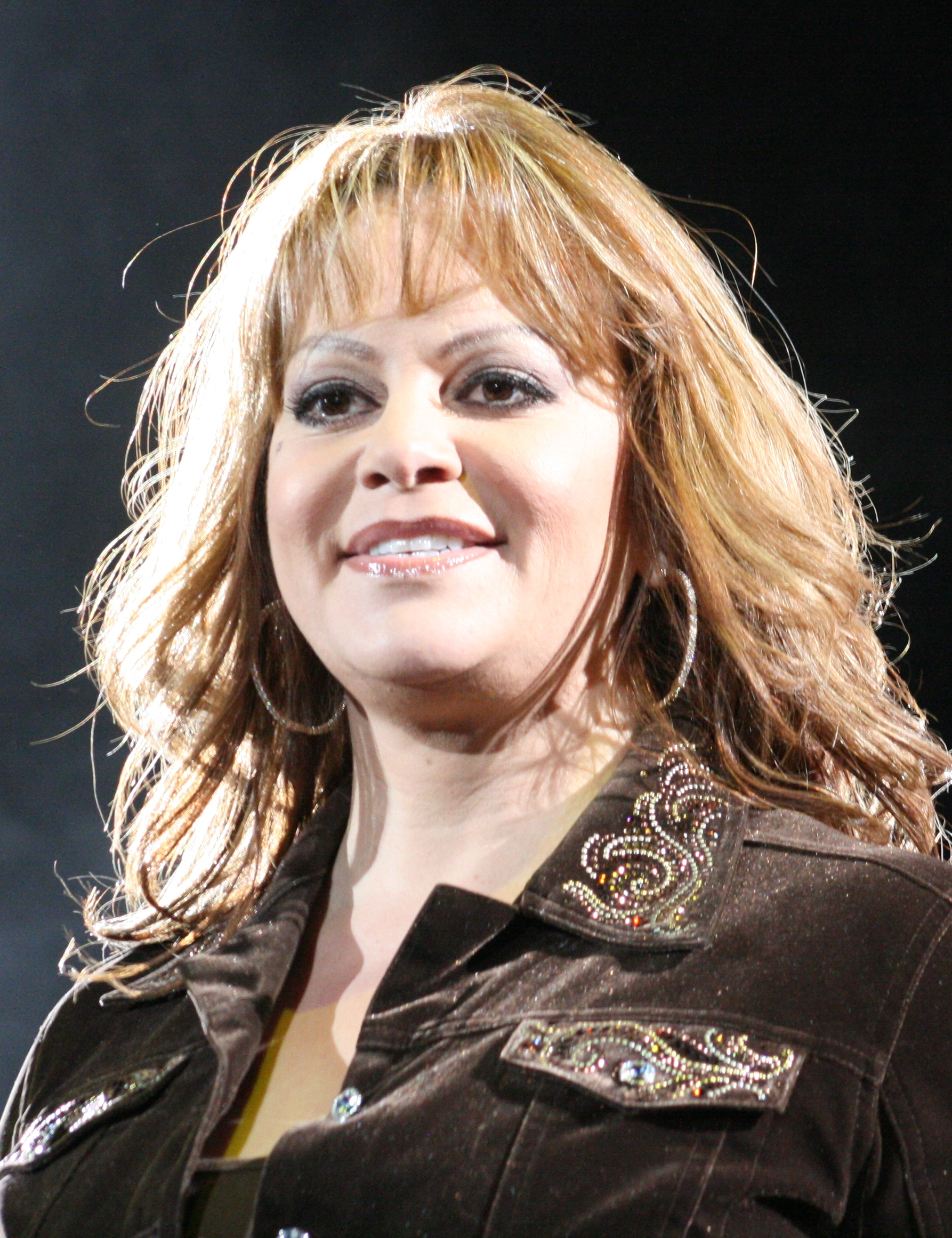
Jenni Rivera (†) (2012)
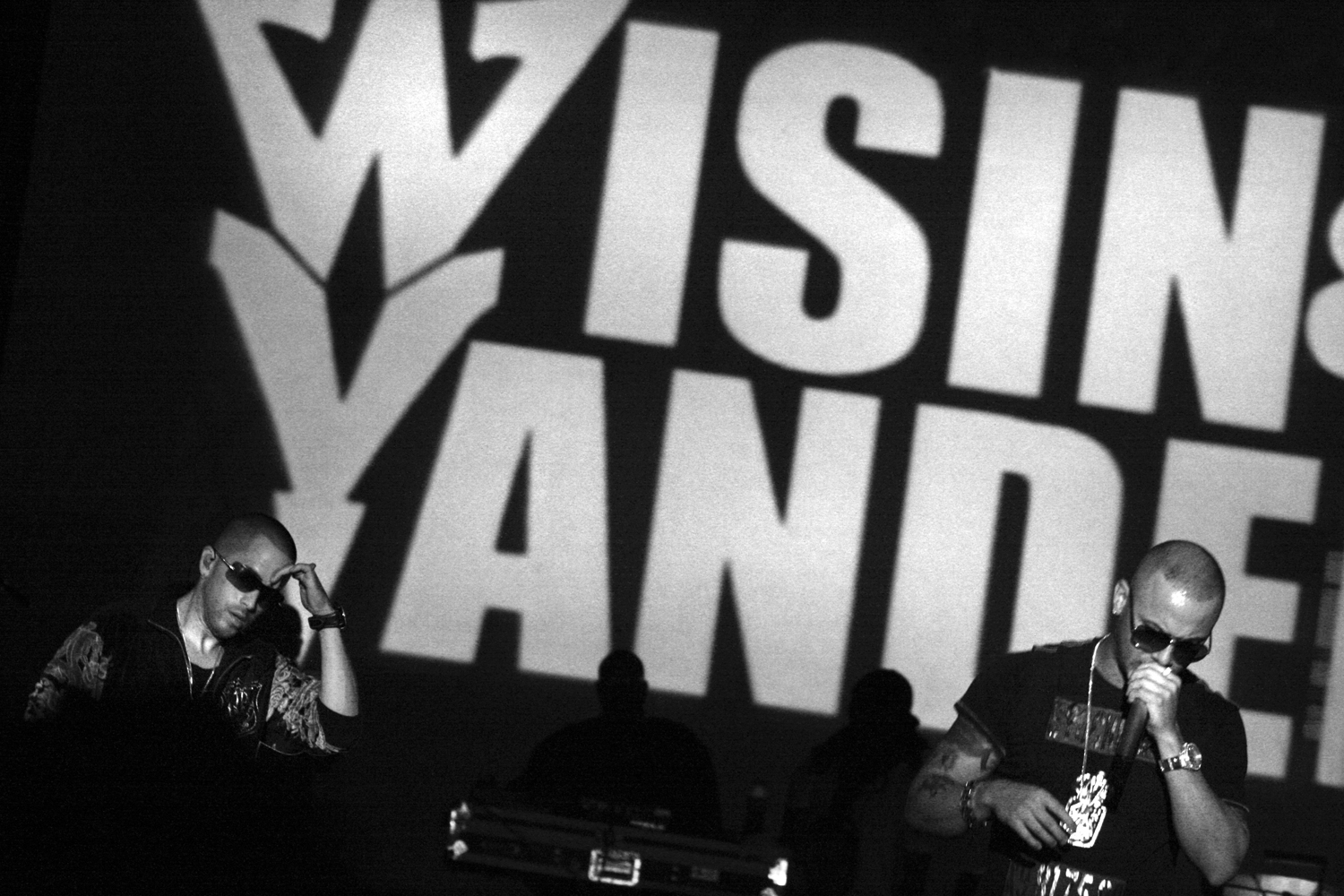
Wisin & Yandel (2013)
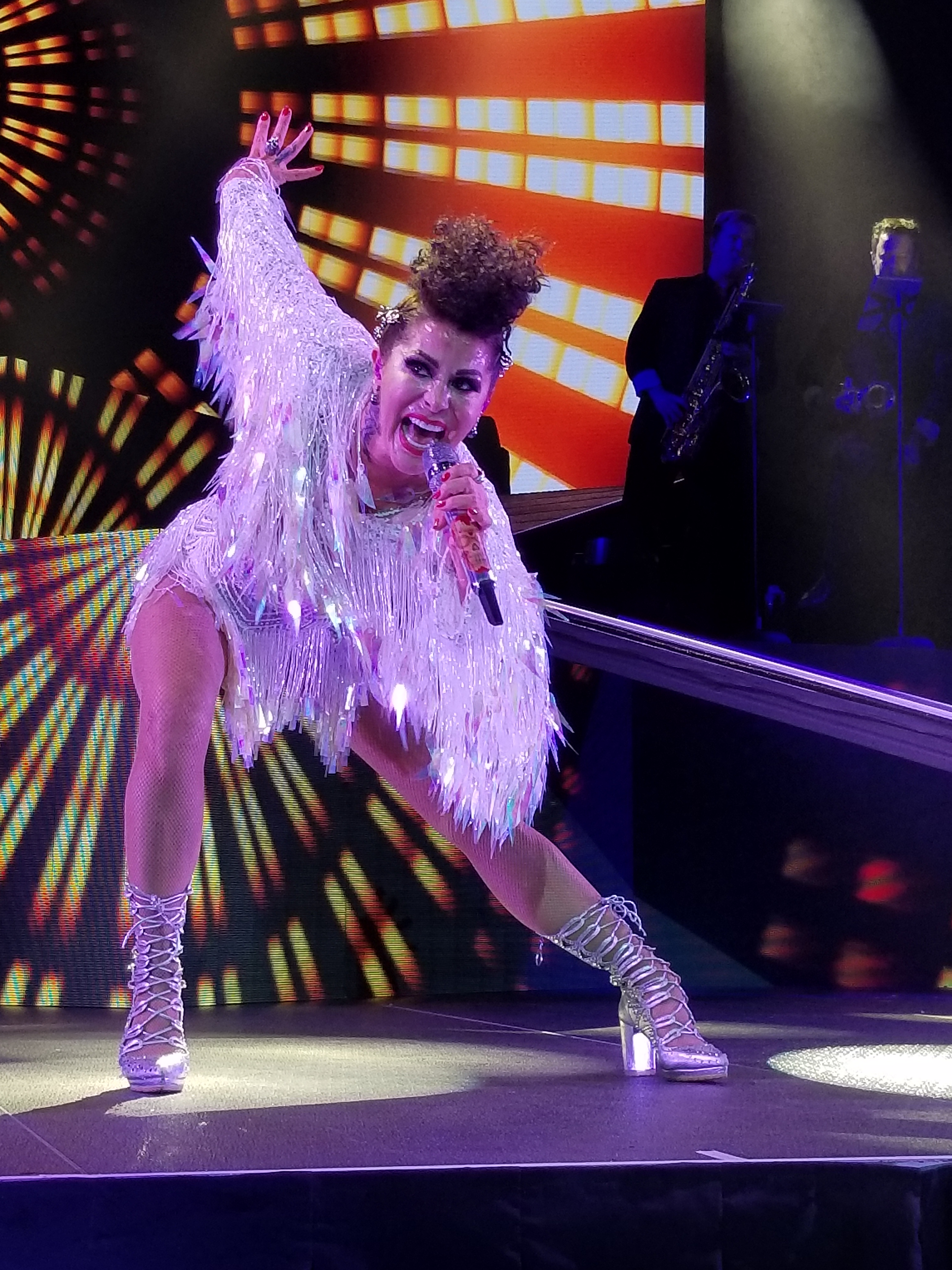
Alejandra Guzmán (2013)
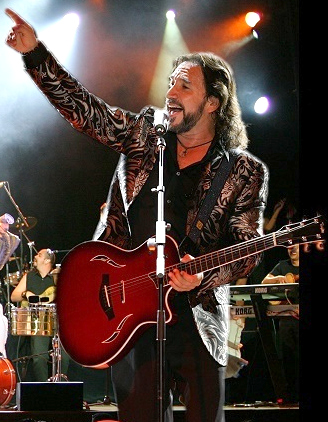
Marco Antonio Solís (2013)
David Bisbal (2013)
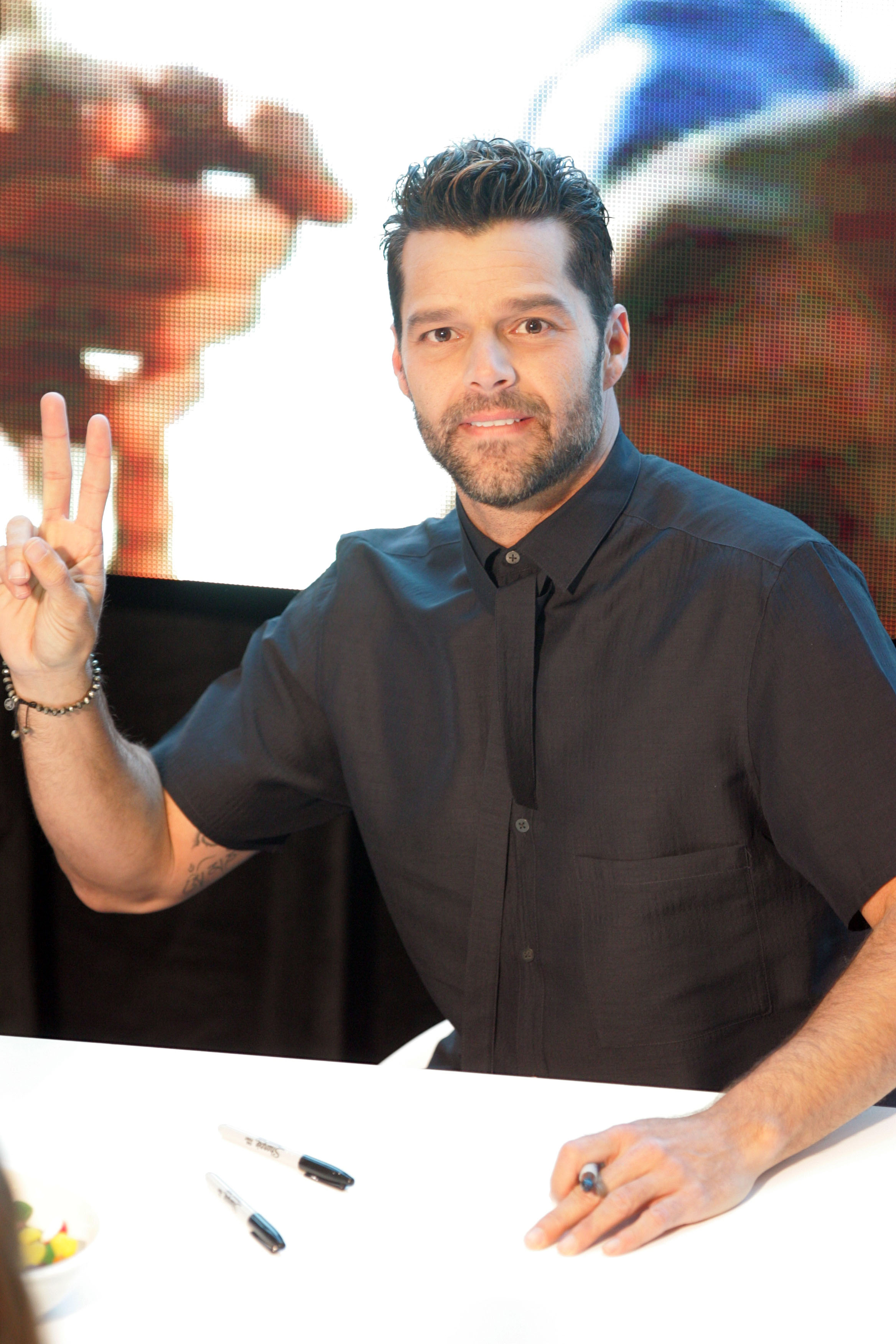
Ricky Martin (2014)
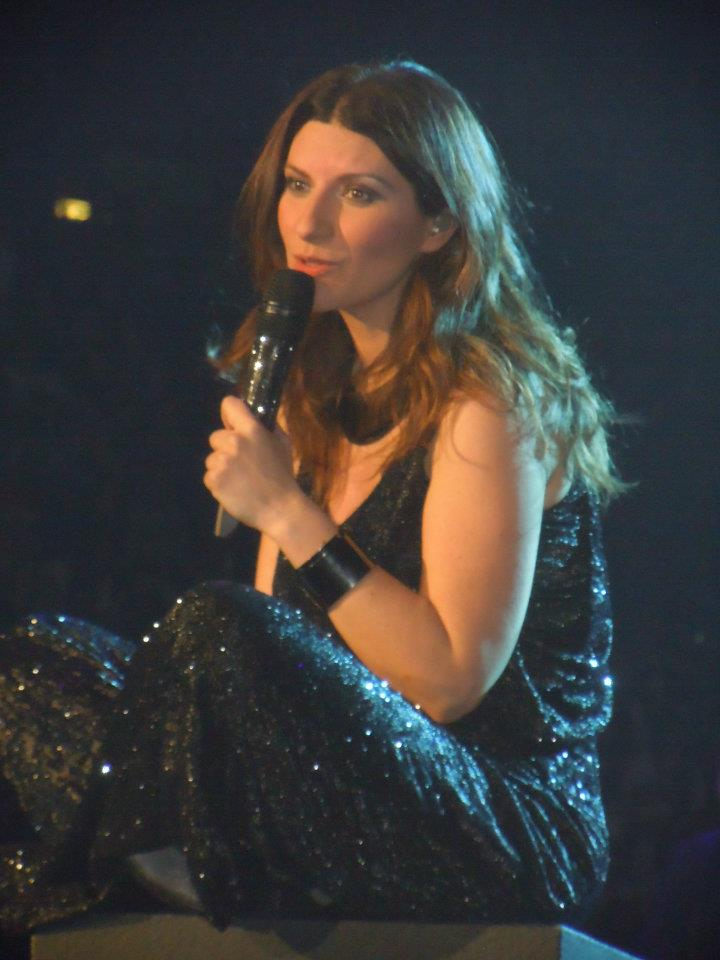
Laura Pausini (2014, 2017)
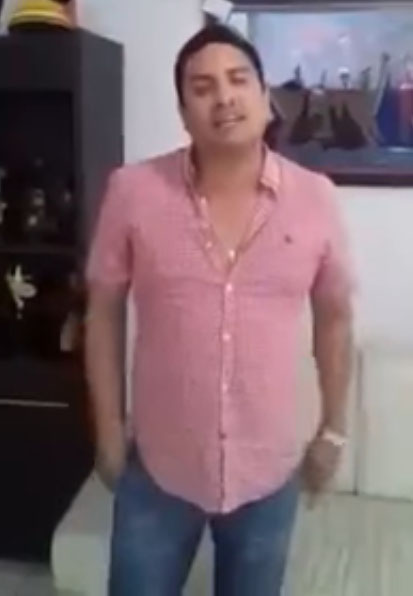
Julión Álvarez (2014)
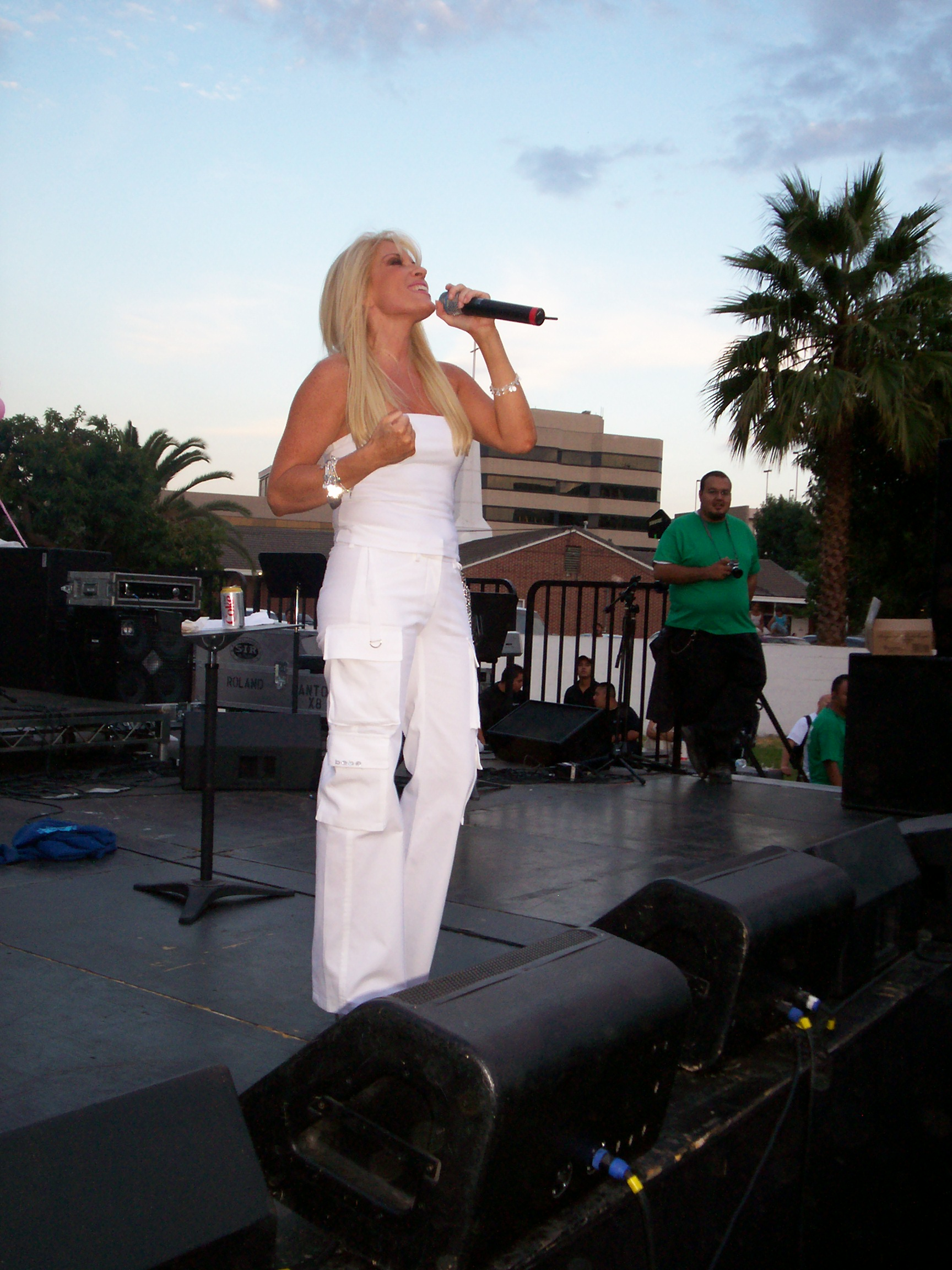
Yuri (2014, 2017)
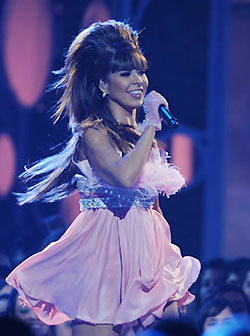
Gloria Trevi (2016)
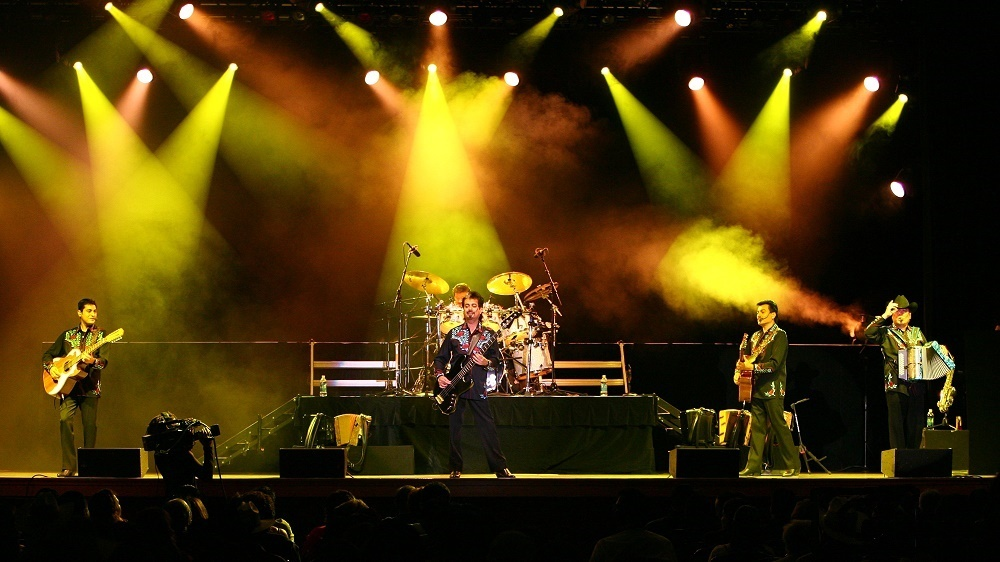
Los Tigres del Norte (2016)
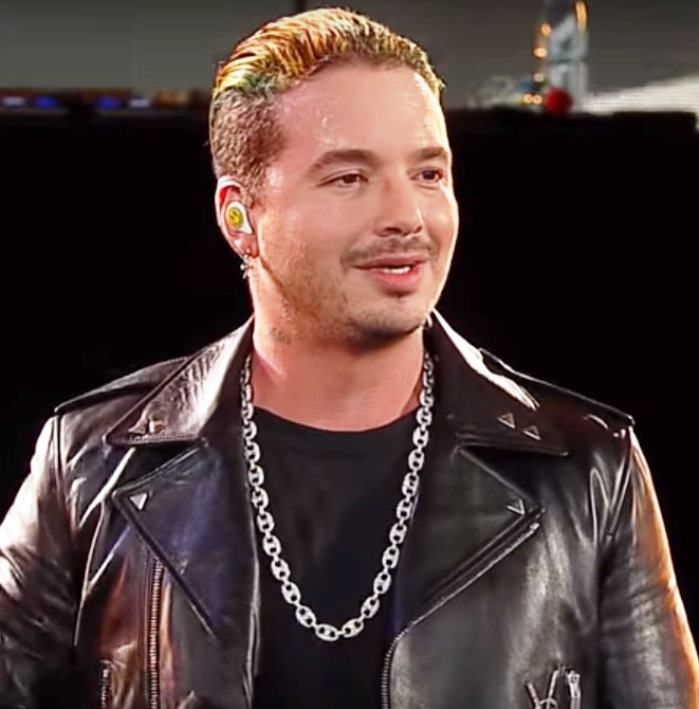
J. Balvin (2016)
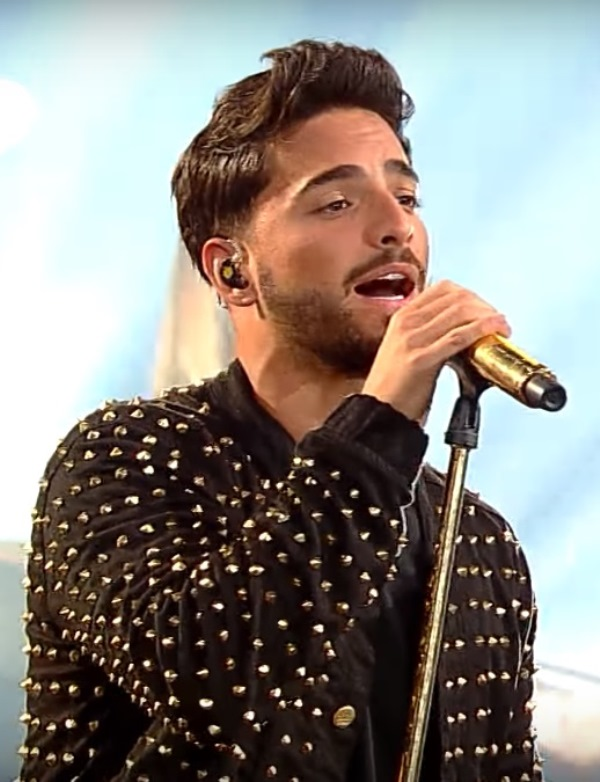
Maluma (2017-2018)
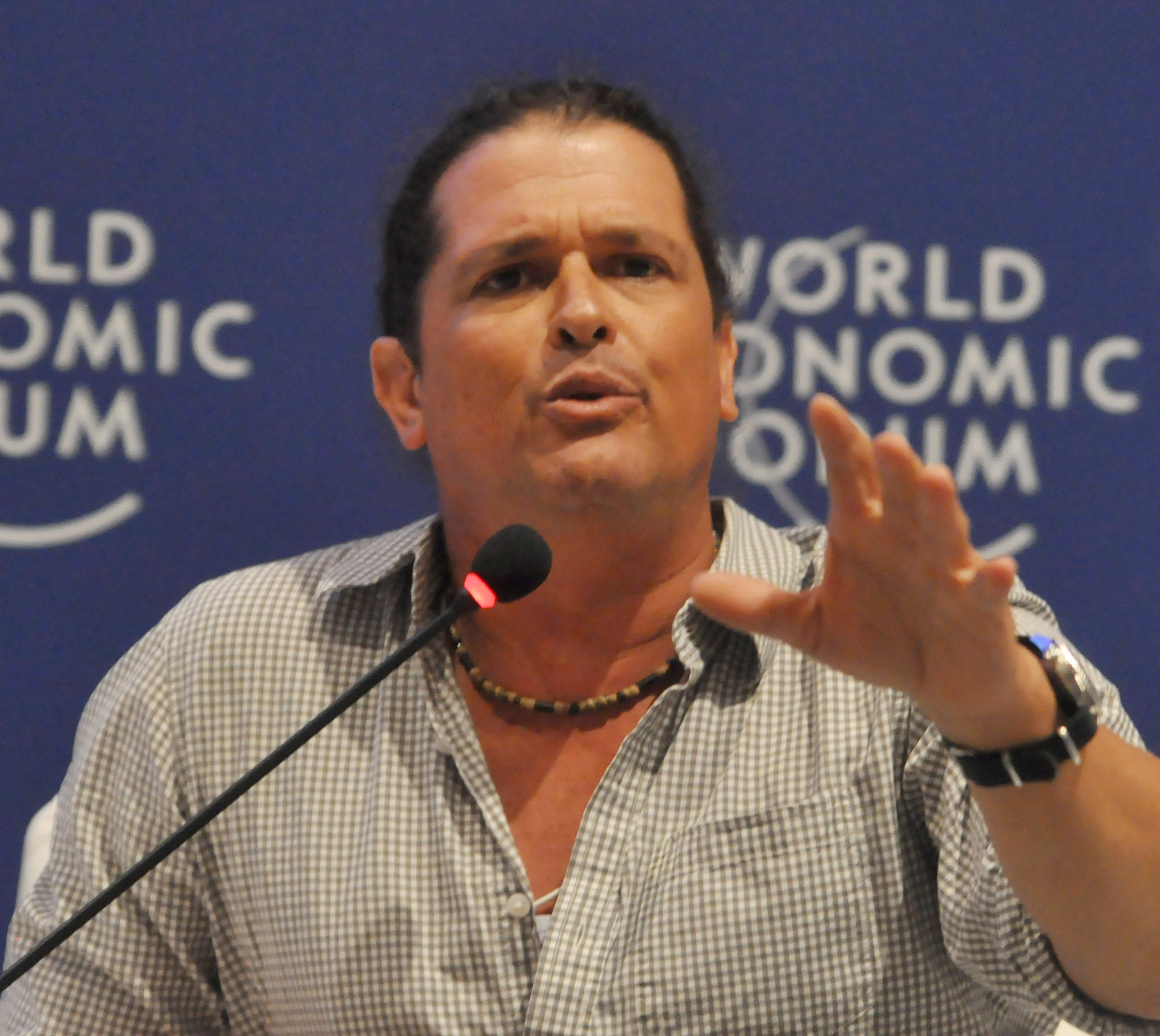
Carlos Vives (2017)
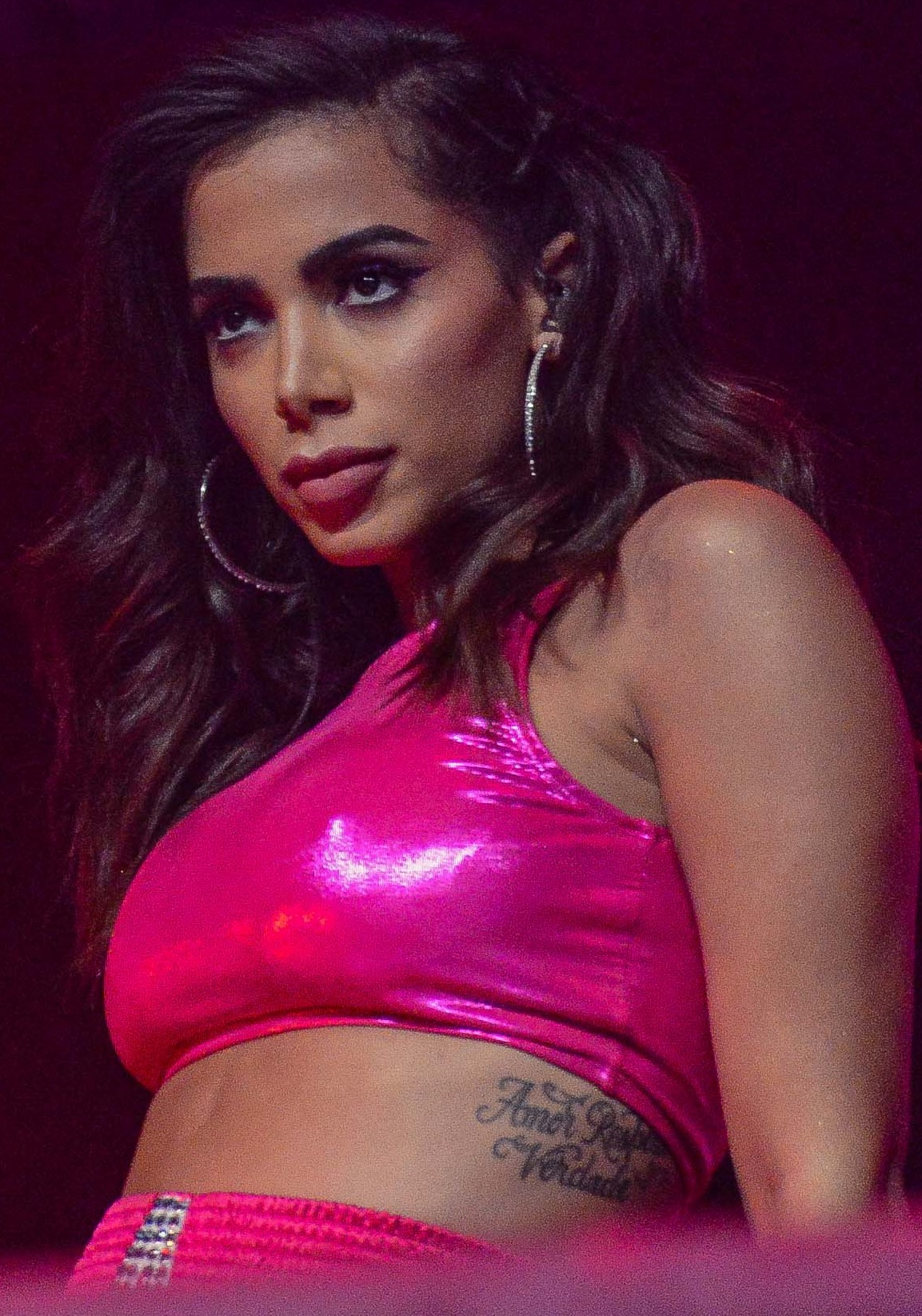
Anitta (2018)
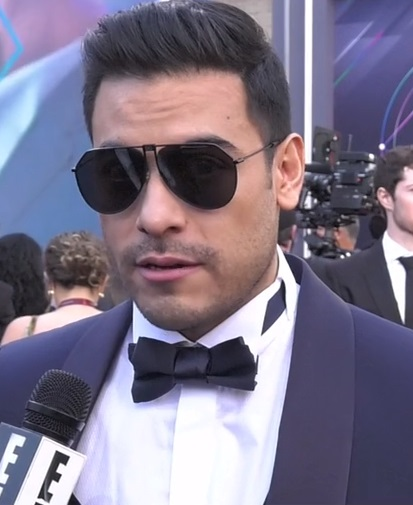
Carlos Rivera (2018)
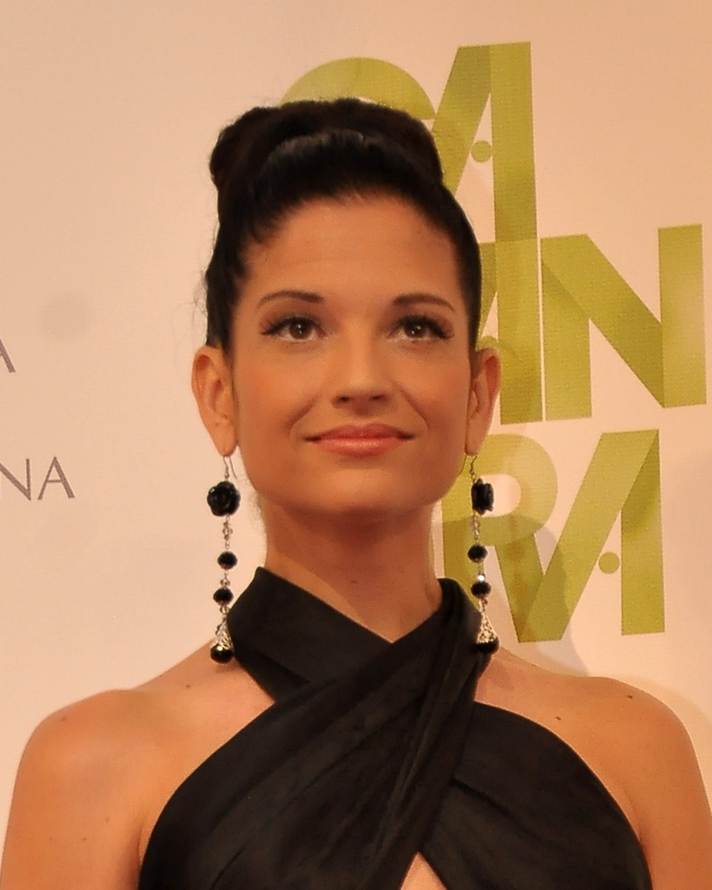
Natalia Jiménez (2018)

#### Asesores/co-coaches
| 1 | Mario Domm Equipo Alejandro Sanz   | Mijares Equipo Lucero                    | David Bisbal Equipo Espinoza Paz         | Joy Huerta Equipo Aleks Syntek       |
| 2 | Ximena Sariñana Equipo Miguel Bosé | Jesús Navarro Equipo Paulina Rubio       | Ha-Ash Equipo Beto Cuevas                | Espinoza Paz Equipo Jenni Rivera (†) |
| 3 | Prince Royce Equipo Wisin & Yandel | Motel Equipo Alejandra Guzmán            | Edith Márquez Equipo Marco Antonio Solís | Paty Cantú Equipo David Bisbal       |
| 4 | Mario Domm Equipo Ricky Martin     | Álex Ubago Equipo Laura Pausini          | Ricardo Montaner Equipo Julión Álvarez   | Poncho Lizárraga Equipo Yuri         |
| 5 | Paty Cantú Equipo Alejandro Sanz   | Diego Torres Equipo Los Tigres del Norte | Manuel Carrasco Equipo Gloria Trevi      | Julión Álvarez Equipo J Balvin       |
| 6 | Sin asesores                       | Sin asesores                             | Sin asesores                             | Sin asesores                         |
| 7 | Piso 21 Equipo Maluma              | Prince Royce Equipo Anitta               | Tommy Torres Equipo Carlos Rivera        | Sofía Reyes Equipo Natalia Jiménez   |

Galería de asesores/co-coaches
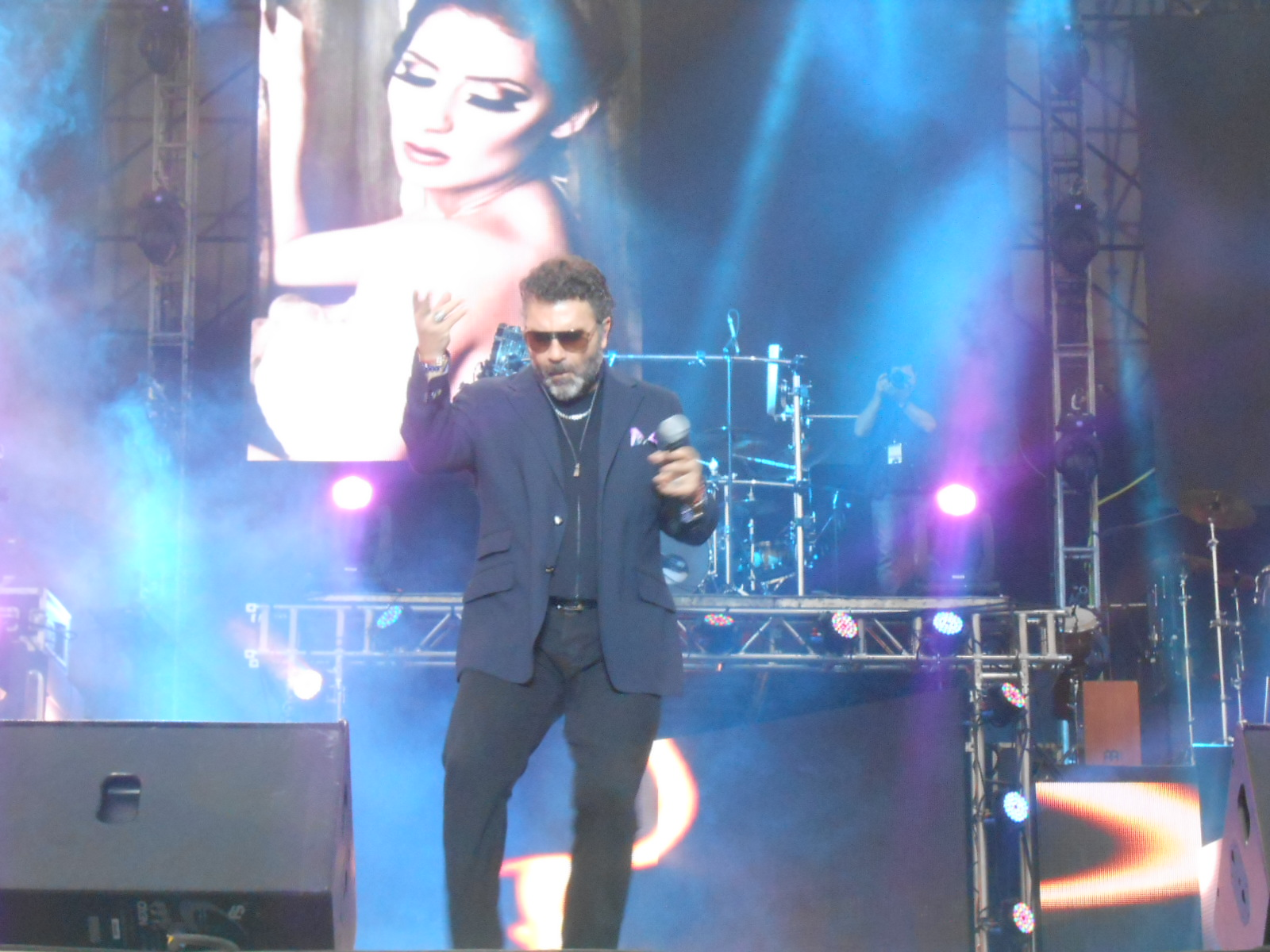
Manuel Mijares Equipo Lucero (2011)
David Bisbal Equipo Espinoza (2011)
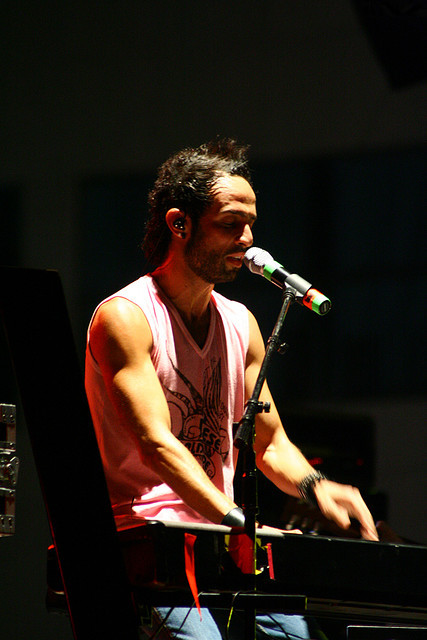
Mario Domm Equipo Sanz (2011)
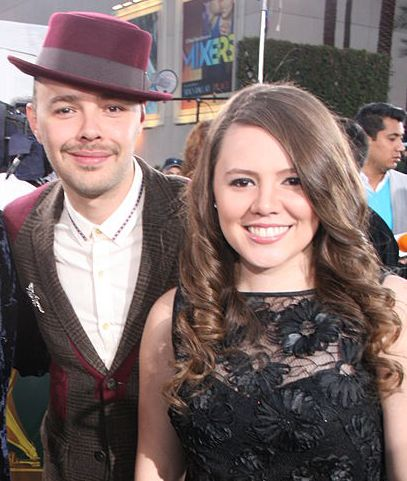
Joy Equipo Syntek (2011)
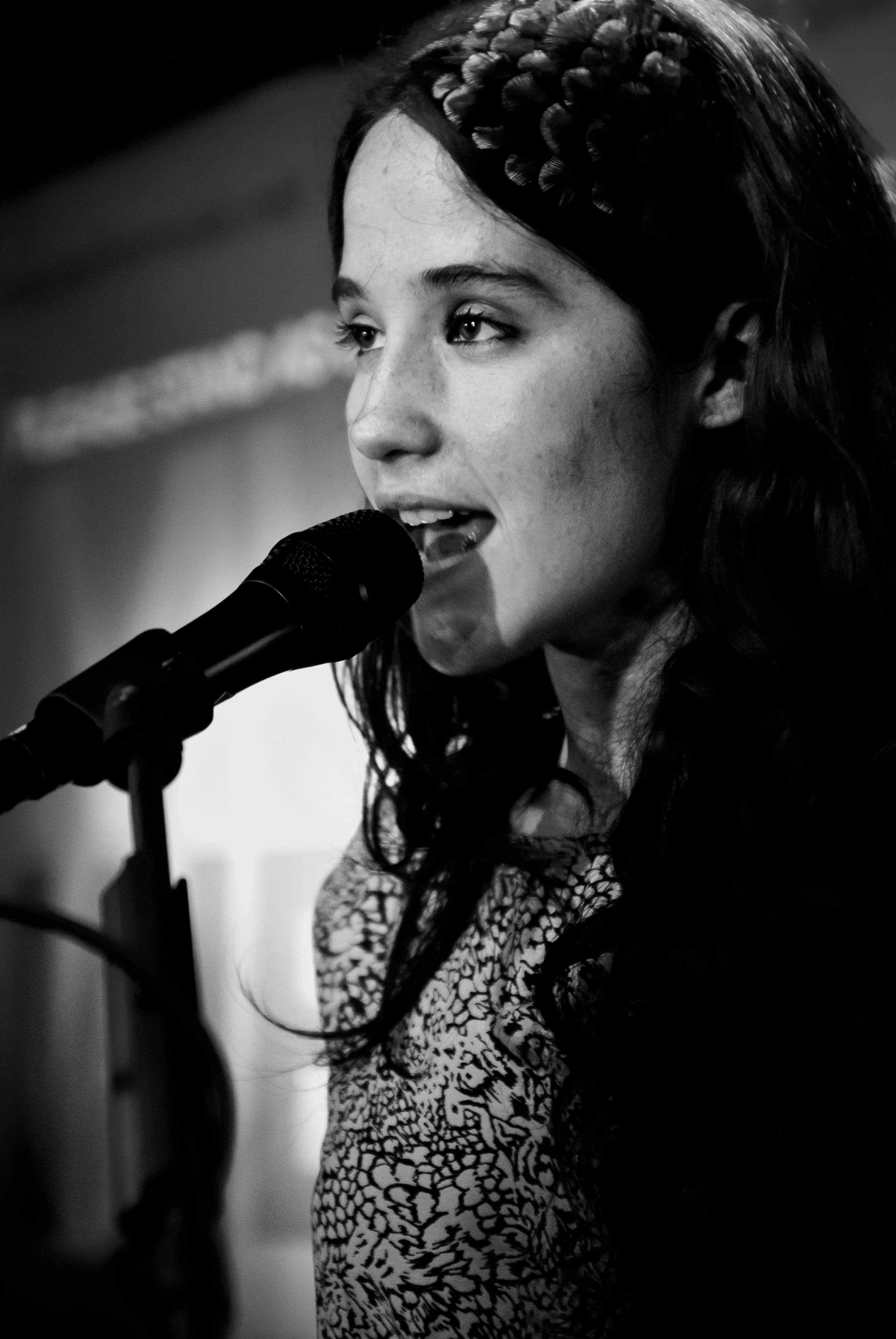
Ximena Sariñana Equipo Bosé (2012)
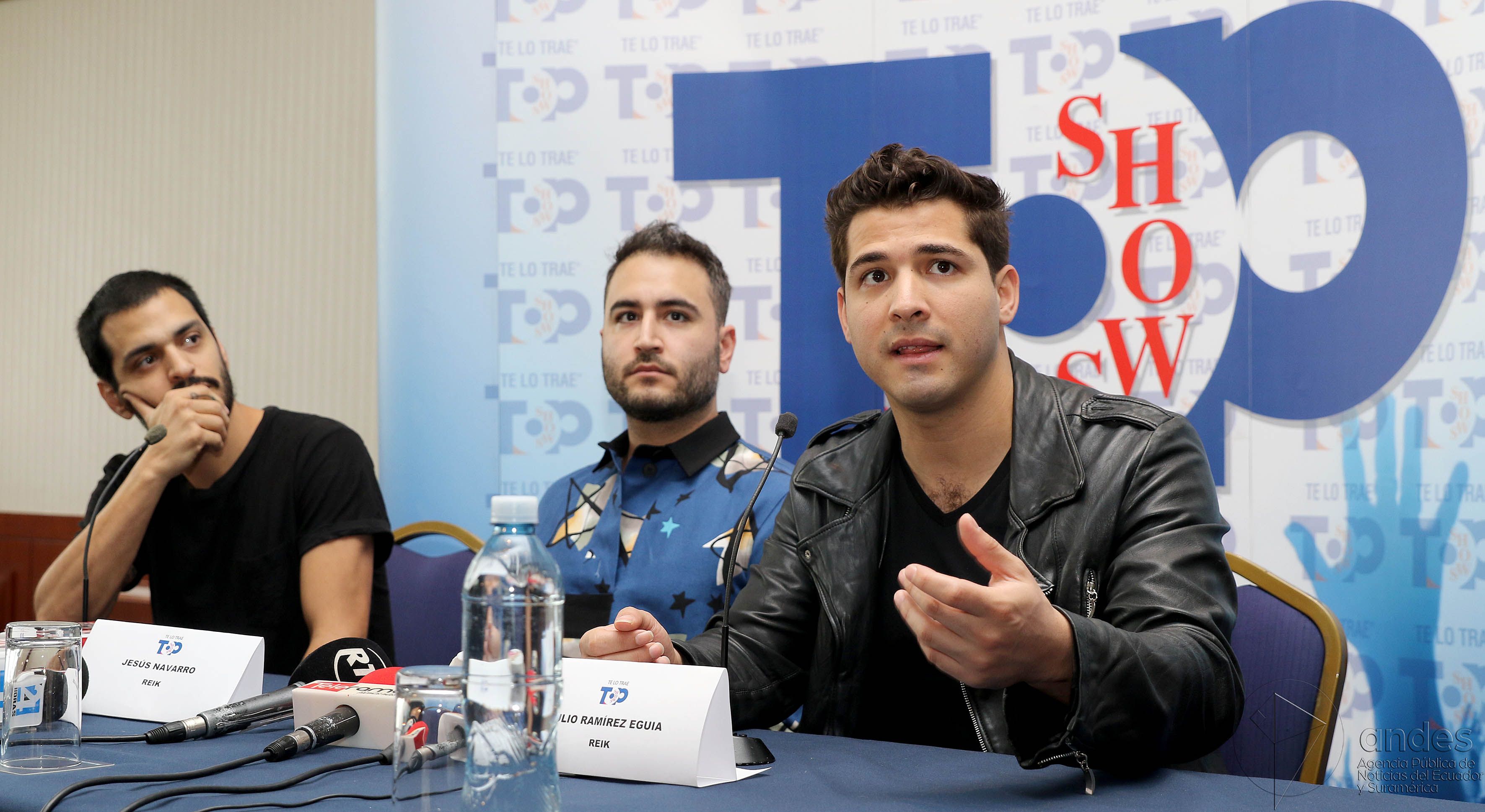
Jesús Navarro Equipo Rubio (2012)
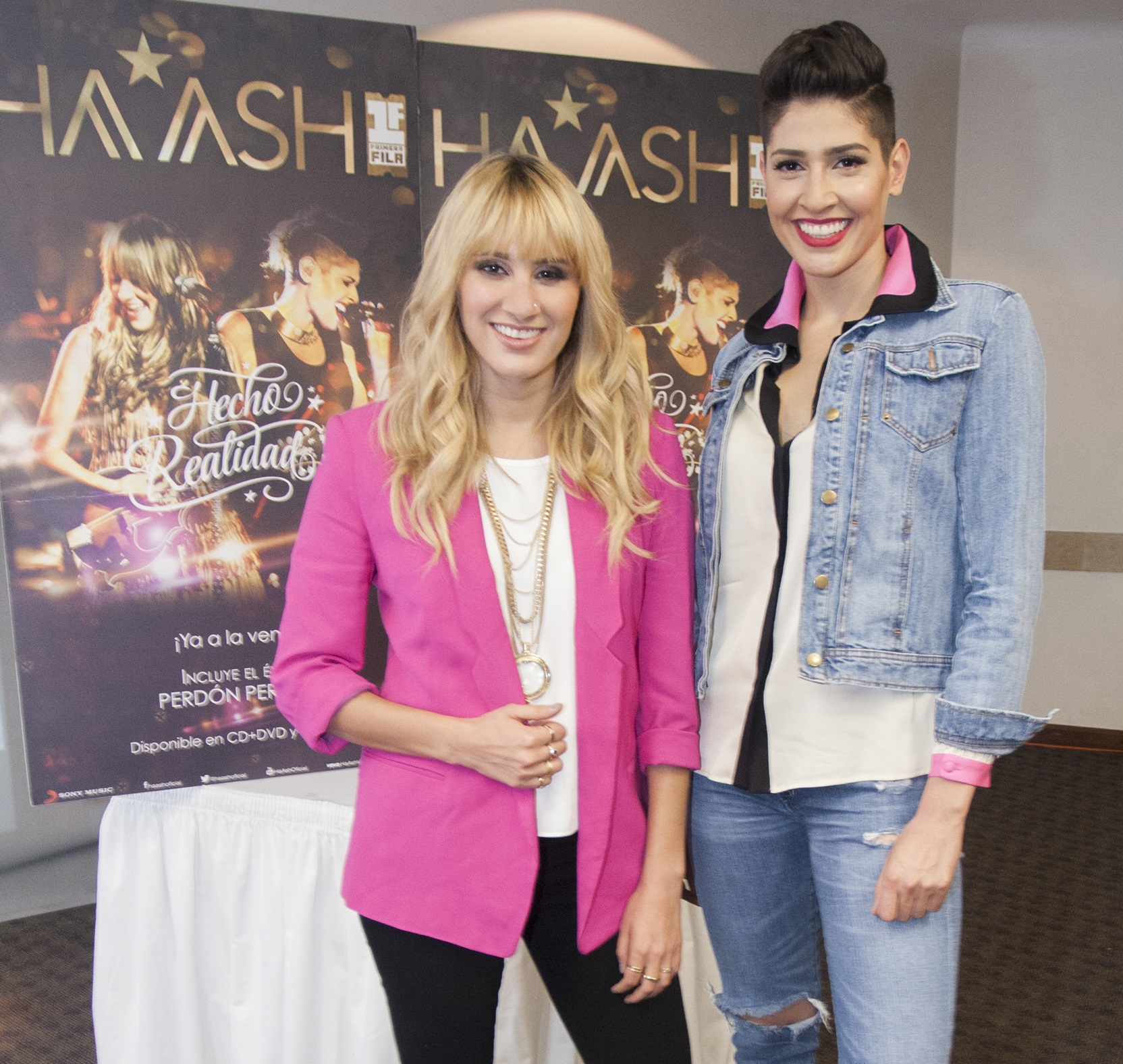
Ha*ash Equipo Cuevas (2012)
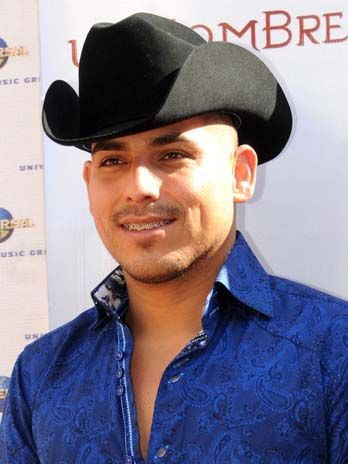
Espinoza Paz Equipo Jenni (2012)
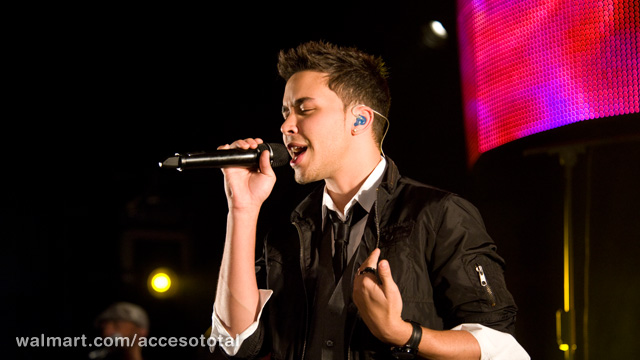
Prince Royce Equipo Líderes (2013)
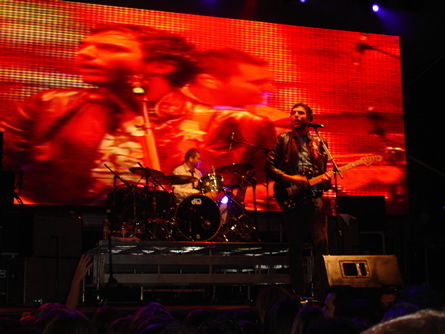
Motel Equipo Guzmán (2013)
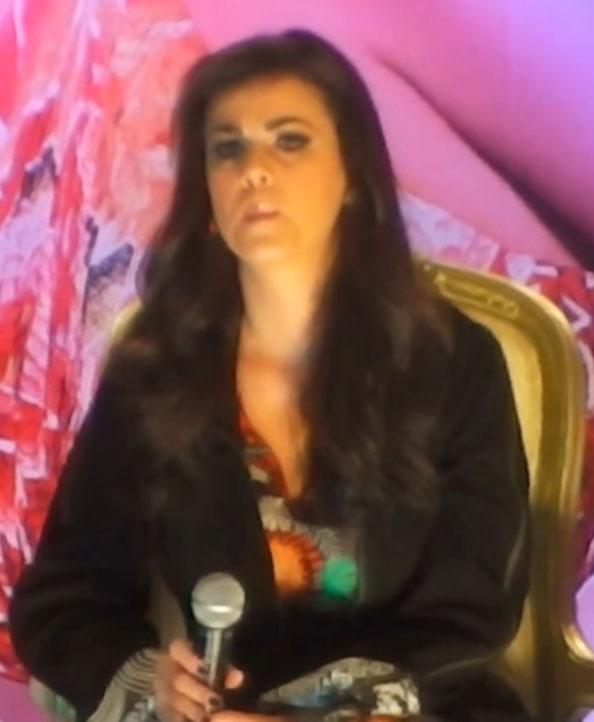
Edith Márquez Equipo Solís (2013)
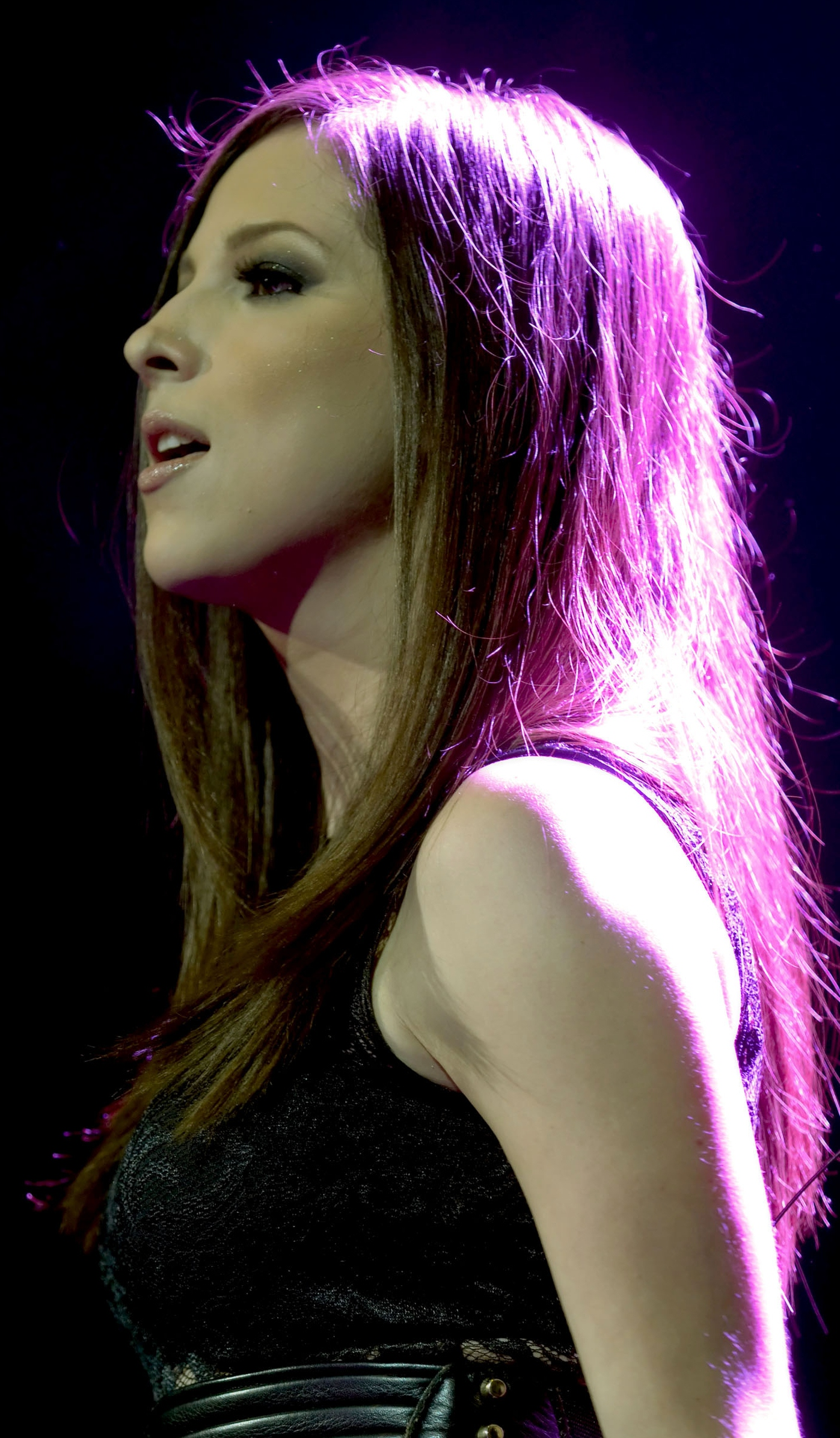
Paty Cantú Equipo Bisbal (2013) y Equipo Sanz (2016)
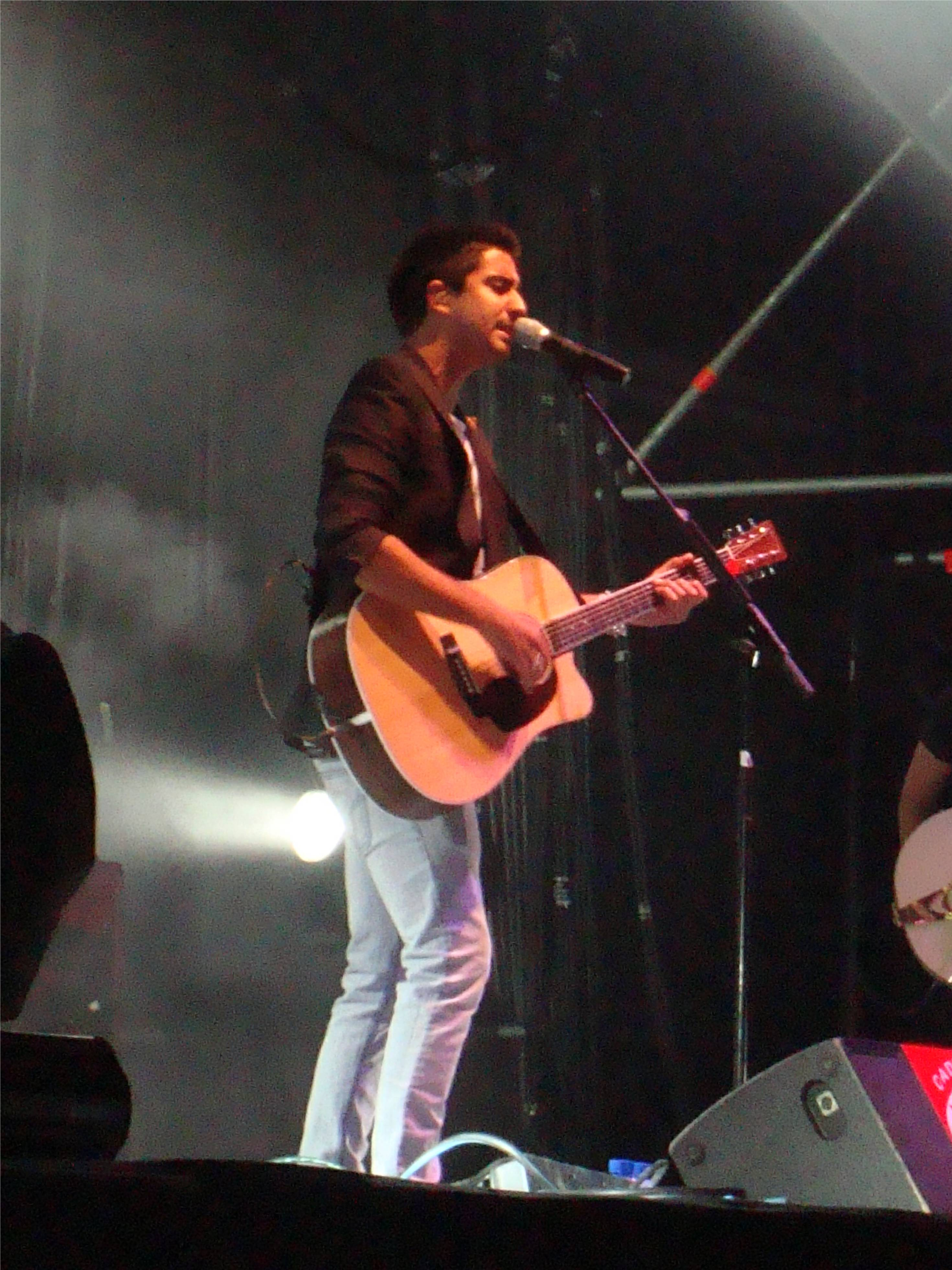
Álex Ubago Equipo Pausini (2014)
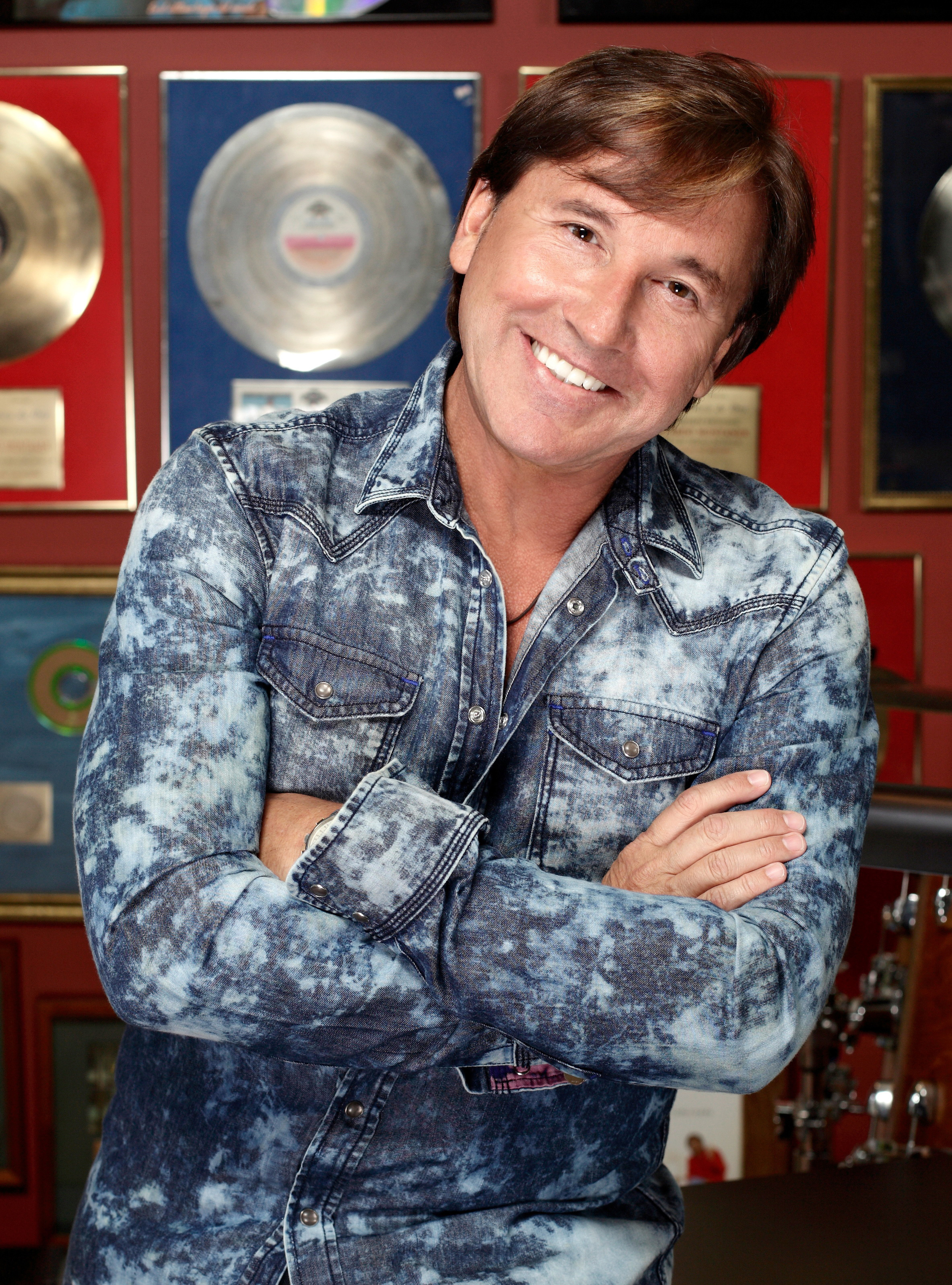
Ricardo Montaner Equipo Julión (2014)
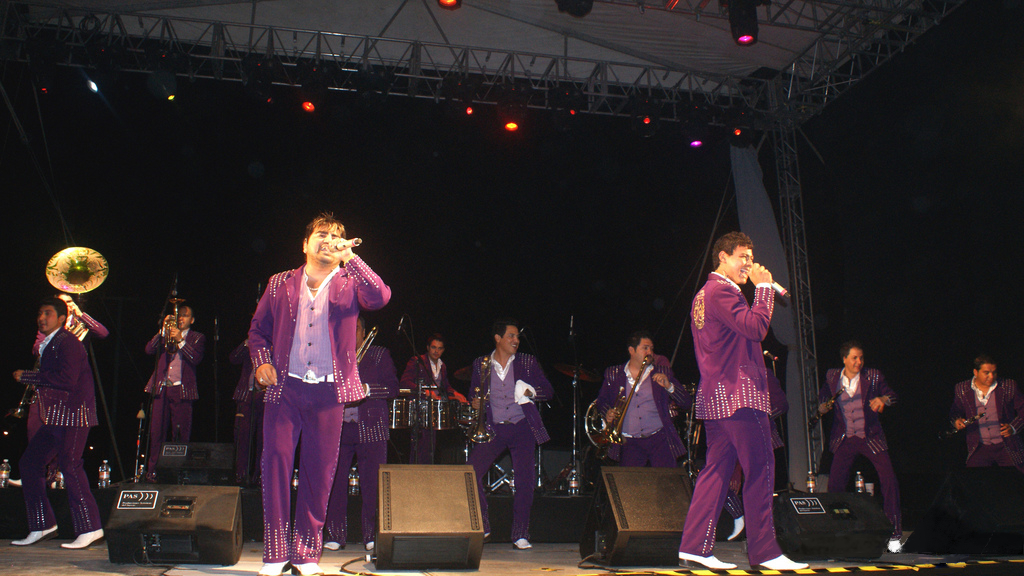
Poncho Lizárraga Equipo Yuri (2014)
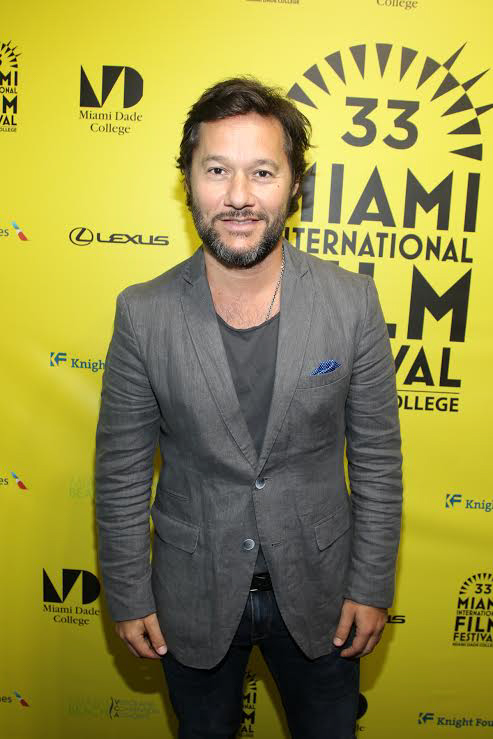
Diego Torres Equipo Tigres (2016)
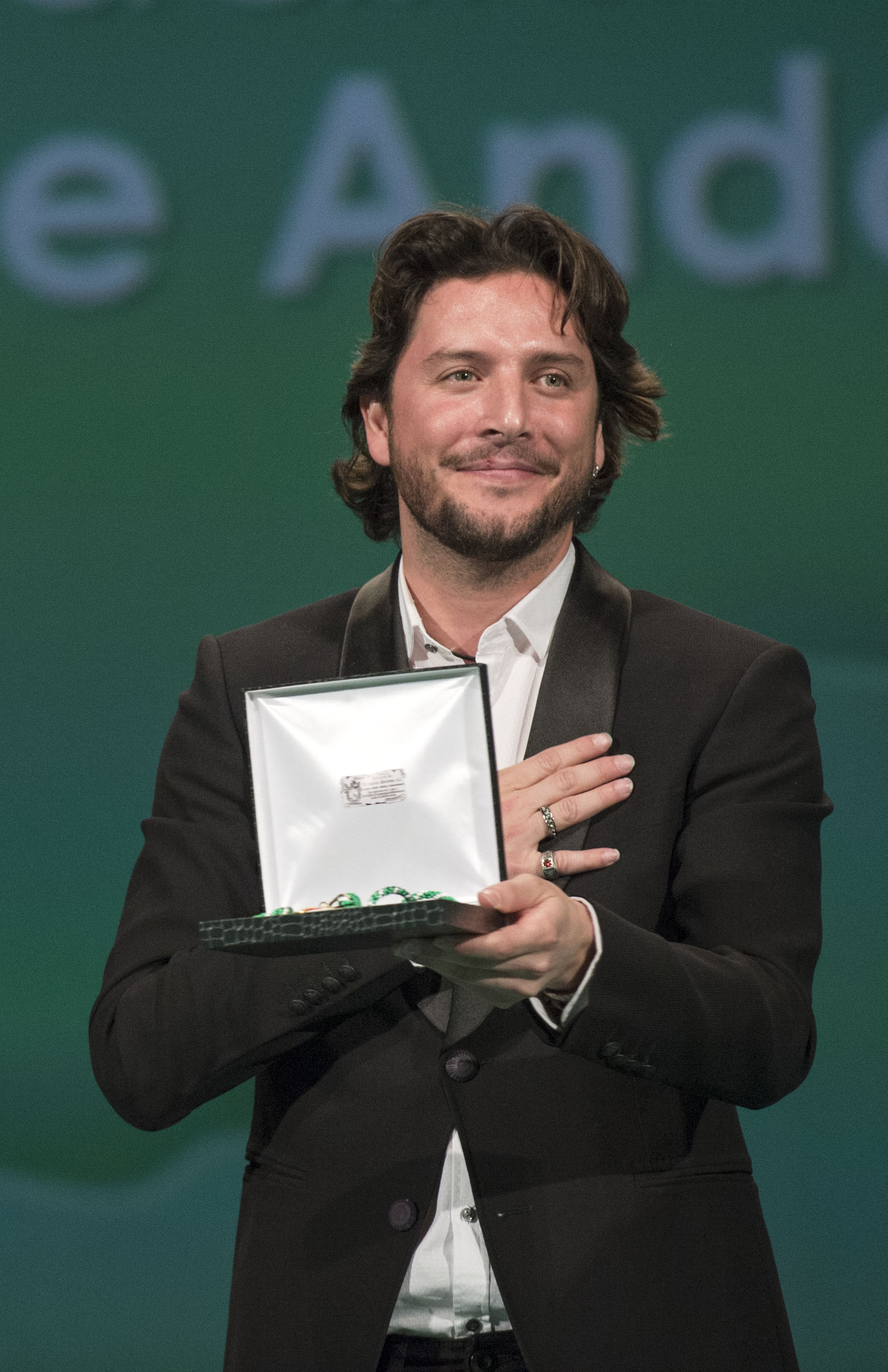
Manuel Carrasco Equipo Trevi (2016)
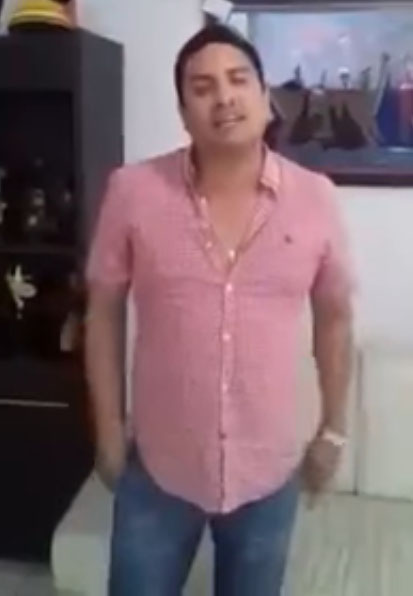
Julión Álvarez Equipo Balvin (2016)
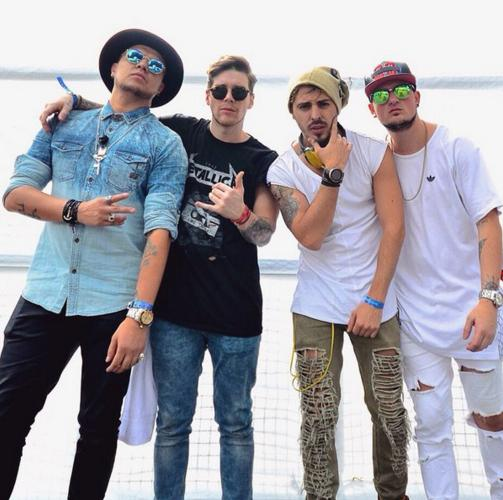
Piso 21 Equipo Maluma (2018)
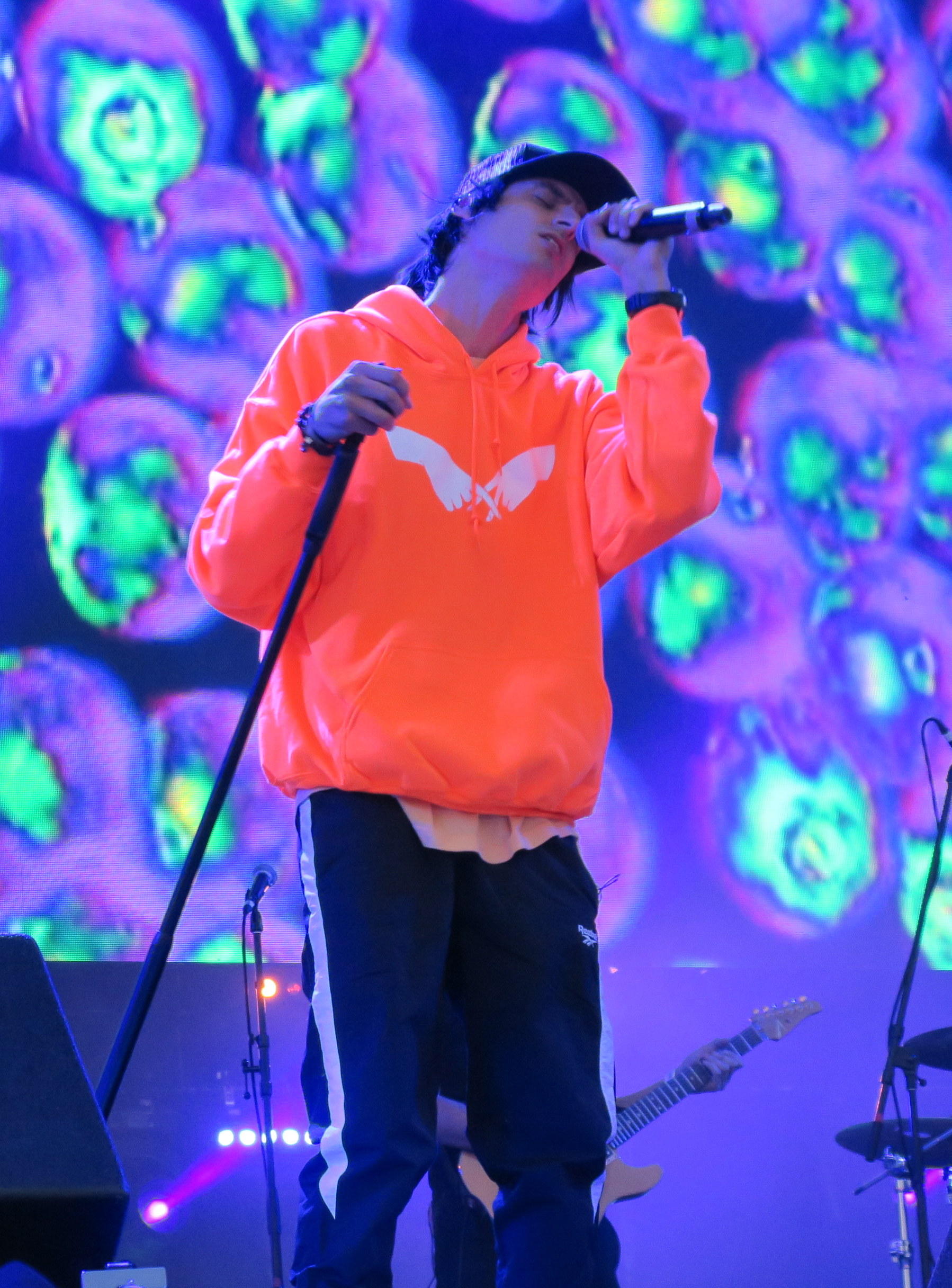
Danny Ocean Equipo Anitta (2018)
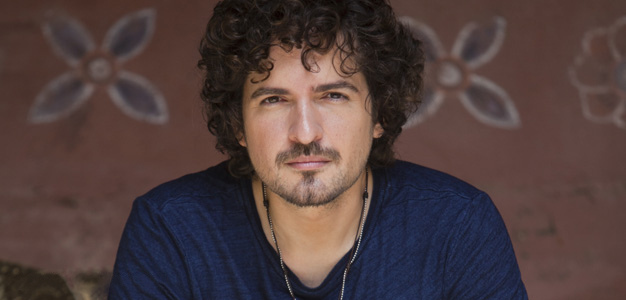
Tommy Torres Equipo Rivera (2018)
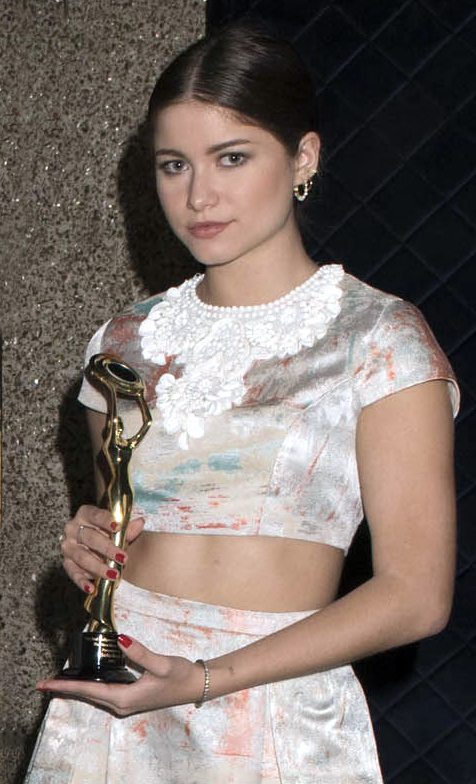
Sofía Reyes Equipo Natalia (2018)

## Equipos
1.º lugar
     2.º lugar
     3.º lugar
     4.º lugar
- Los finalistas de cada equipo están ubicados al principio de la lista, en negrita.
- Los participantes están listados en el orden en el cual fueron siendo eliminados.
- Los participantes están ordenados según la temporada en la cual han participado y el entrenador con el que participaron.
- Los nombres escritos en cursivas son los participantes que han sido eliminados.

| Temporada | Coaches | Coaches | Coaches | Coaches |
| 1         | Alejandro Sanz | Lucero | Espinoza Paz | Aleks Syntek |
| --------- | --- | --- | --- | --- |
| 1         | Óscar Cruz Damiana Conde Polo Rojas Jassiel Reyes Sergio García Melissa Menéndez                                                           | Gabriel Navarro Fernando Serafín Viviana Rodríguez Lucero Antonio Javier Robledo Jano Fuentes (†)                          | Alejandra Orozco Lluvia Ayala Ramiro Benavides Daniel Inurreta Uziel y Zuriel Ramírez Ana Carla Sinclair                         | Óscar Garrido Marian y Mariel Santos Andrea Araujo Paulina Aguilera Alondra Vilchis Daphne Gutiérrez                                                    |
| 2         | Miguel Bosé | Paulina Rubio | Beto Cuevas | Jenni Rivera (†) |
| 2         | Miguel y Alejandro Pérez Meza José Ignacio Martínez Mike Sierra Jovanko Ibarra Noam Tuchmam Rocío Jaramillo Luís Javier Duhart René Torash | Gerardo Bazúa Gerardo Demara Yosigey Vergara Roberto Carlos Cerda Jorge Romano Keren Shy Gabriela Espinosa Gabriel Ornelas | Ximena Villalón Fernando Irigoyen Perla Mondragón Federico Vega Javier Minjares Isaac Ruíz Ana Karen Aboytes Rigoberto Gutiérrez | Luz María Ramírez Ricardo Yocupicio Diana Laura Gascón Sandra Rodríguez Rubén Renné García Raúl Partida y Raúl Partida Jr. Miguel Ángel Patiño Jana Ruz |
| 3         | Wisin & Yandel | Alejandra Guzmán | Marco Antonio Solís | David Bisbal |
| 3         | Aby Espinoza Kerem Santoyo Santiago Ogarrio Oliver Ahucid                                                                                  | Carolina Ross Rodrigo Estrada Valentino Dávalos América Estamates                                                          | Marcos Razo Kate Botello Marcela Aguilar Héctor Villarreal                                                                       | Willy Espinoza Jessy Miranda Samantha Rae Azael Valencia                                                                                                |
| 4         | Ricky Martin | Laura Pausini | Julión Álvarez | Yuri |
| 4         | Agina Álvarez Sarah Gurrola y Joe Muñoz Alexander Blumenkron Alex Hoyer Mitsuo Yokishi                                                     | Kike Jiménez Jonathan Becerra Melissa Galindo Aynes López Saak                                                             | Guido Rochin Iliana Beilis Juan Carlos y José Manuel Mike Miramontes Daniela Pedali                                              | Natalia Sosa Frank DI Marcela Gálvez Lizeth y Lizbeth González (†) Joel Espinoza                                                                        |
| 5         | Alejandro Sanz | Los Tigres del Norte | Gloria Trevi | J Balvin |
| 5         | Kike García M.J. Manu Negrete y Lucho Aguilera Gil Bokacho Jimena Villareal                                                                | Poncho Arocha Giovanna Taboada María Jimena Marco y Rick Las Melinas                                                       | Eddy Ray José Talamantes Sofía Elena Karina Ambriz Anuar                                                                         | Yuliana Martínez Jorge Eduardo Valentina Batta Monse Limongi Los Titos                                                                                  |
| 6         | Maluma | Laura Pausini | Carlos Vives | Yuri |
| 6         | Irlanda Valenzuela Ryan González Gaby Albo Fernando Irigoyen Hugo Márquez                                                                  | Luis Adrián Cruz Johan Sotelo Stefano Marocco Erika Peña Marian y Mariel Santos                                            | Mayela Orozco Thalía Ramírez Flor Amargo Diana Laura Gascón Lu Infante                                                           | Leslie Mar Bubba Barsant Julio Adrián Adame Lizeth González Álex Rodríguez                                                                              |
| 7         | Maluma | Anitta | Carlos Rivera | Natalia Jiménez |
| 7         | Diana Villamonte Ley Memphis Erika Alcocer Paola Guanche Francisco Treviño Nacho Pérez Ariel Vi José Dhalí                                 | Delian Ángel Elizondo Mafer Labastida Morganna Love Jesús De la Rosa Luanna Silva Colette Acuña Diana Campos               | Cristina Ramos Guillermo Mendoza Aneeka Mad Rapsodia Dulce Najar Gabby Tamez Rey Cristopher Ale Ramírez                          | Carmen Goett Adriana Rojas y Cristian Rivera Maggy Aranda Cindy Coleoni Anthon Mor Norah Montero Luis Ochoa Rosa Michell                                |

## Resumen
| - Equipo Sanz - Equipo Lucero - Equipo Espinoza - Equipo Syntek | - Equipo Bosé - Equipo Rubio - Equipo Cuevas - Equipo Jenni (†) | - Equipo Líderes - Equipo Guzmán - Equipo Solís - Equipo Bisbal | - Equipo Ricky - Equipo Pausini - Equipo Julión - Equipo Yuri | - Equipo Tigres - Equipo Trevi - Equipo J Balvin - Equipo Maluma | - Equipo Vives - Equipo Anitta - Equipo Carlos - Equipo Natalia |

| Temporada | Estreno                  | Final                   | La voz... México  | Segundo Lugar                 | Otros finalistas   | Preparador ganador  | Presentador                          | Backstage      | Coaches        | Coaches              | Coaches             | Coaches          |
| Temporada | Estreno                  | Final                   | La voz... México  | Segundo Lugar                 | Otros finalistas   | Preparador ganador  | Presentador                          | Backstage      | 1              | 2                    | 3                   | 4                |
| --------- | ------------------------ | ----------------------- | ----------------- | ----------------------------- | ------------------ | ------------------- | ------------------------------------ | -------------- | -------------- | -------------------- | ------------------- | ---------------- |
| 1         | 11 de septiembre de 2011 | 18 de diciembre de 2011 | Óscar Cruz        | Alejandra Orozco              | Óscar Garrido      | Alejandro Sanz      | Mark Tacher                          | Cynthia Urias  | Alejandro Sanz | Lucero               | Espinoza Paz        | Aleks Syntek     |
| 1         | 11 de septiembre de 2011 | 18 de diciembre de 2011 | Óscar Cruz        | Alejandra Orozco              | Gabriel Navarro    | Alejandro Sanz      | Mark Tacher                          | Cynthia Urias  | Alejandro Sanz | Lucero               | Espinoza Paz        | Aleks Syntek     |
| 2         | 9 de septiembre de 2012  | 16 de diciembre de 2012 | Luz María Ramírez | Miguel y Alejandro Pérez Meza | Gerardo Bazua      | Jenni Rivera (†)    | Jacqueline Bracamontes               | Cynthia Urias  | Miguel Bosé    | Paulina Rubio        | Beto Cuevas         | Jenni Rivera (†) |
| 2         | 9 de septiembre de 2012  | 16 de diciembre de 2012 | Luz María Ramírez | Miguel y Alejandro Pérez Meza | Ximena Villalón    | Jenni Rivera (†)    | Jacqueline Bracamontes               | Cynthia Urias  | Miguel Bosé    | Paulina Rubio        | Beto Cuevas         | Jenni Rivera (†) |
| 3         | 8 de septiembre al 2013  | 15 de diciembre de 2013 | Marcos Razo       | Willy Espinoza                | Carolina Ross      | Marco Antonio Solís | Jacqueline Bracamontes               | Lidia Ávila    | Wisin & Yandel | Alejandra Guzmán     | Marco Antonio Solís | David Bisbal     |
| 3         | 8 de septiembre al 2013  | 15 de diciembre de 2013 | Marcos Razo       | Willy Espinoza                | Kate Botello       | Marco Antonio Solís | Jacqueline Bracamontes               | Lidia Ávila    | Wisin & Yandel | Alejandra Guzmán     | Marco Antonio Solís | David Bisbal     |
| 4         | 7 de septiembre de 2014  | 14 de diciembre de 2014 | Guido Rochin      | Kike Jiménez                  | Agina Álvarez      | Julión Álvarez      | Jacqueline Bracamontes               | Paty Cantú     | Ricky Martin   | Laura Pausini        | Julión Álvarez      | Yurí             |
| 4         | 7 de septiembre de 2014  | 14 de diciembre de 2014 | Guido Rochin      | Kike Jiménez                  | Natalia Sosa       | Julión Álvarez      | Jacqueline Bracamontes               | Paty Cantú     | Ricky Martin   | Laura Pausini        | Julión Álvarez      | Yurí             |
| 5         | 24 de abril de 2016      | 30 de julio de 2016     | Yuliana Martínez  | Eddy Ray                      | Poncho Arocha      | J Balvin            | Jacqueline Bracamontes               | Natalia Téllez | Alejandro Sanz | Los Tigres del Norte | Gloria Trevi        | J.Balvin         |
| 5         | 24 de abril de 2016      | 30 de julio de 2016     | Yuliana Martínez  | Eddy Ray                      | Jorge Eduardo      | J Balvin            | Jacqueline Bracamontes               | Natalia Téllez | Alejandro Sanz | Los Tigres del Norte | Gloria Trevi        | J.Balvin         |
| 6         | 15 de octubre de 2017    | 17 de diciembre de 2017 | Luis Adrián Cruz  | Leslie Mar                    | Irlanda Valenzuela | Laura Pausini       | Jacqueline Bracamontes               | Odalys Ramírez | Maluma         | Laura Pausini        | Carlos Vives        | Yurí             |
| 6         | 15 de octubre de 2017    | 17 de diciembre de 2017 | Luis Adrián Cruz  | Leslie Mar                    | Mayela Orozco      | Laura Pausini       | Jacqueline Bracamontes               | Odalys Ramírez | Maluma         | Laura Pausini        | Carlos Vives        | Yurí             |
| 7         | 30 de septiembre de 2018 | 16 de diciembre de 2018 | Cristina Ramos    | Diana Villamonte              | Carmen Goett       | Carlos Rivera       | Lele Pons / Paola Rojas (voz en off) | Odalys Ramírez | Maluma         | Anitta               | Carlos Rivera       | Natalia Jiménez  |
| 7         | 30 de septiembre de 2018 | 16 de diciembre de 2018 | Cristina Ramos    | Diana Villamonte              | Delian             | Carlos Rivera       | Lele Pons / Paola Rojas (voz en off) | Odalys Ramírez | Maluma         | Anitta               | Carlos Rivera       | Natalia Jiménez  |

## La voz (TV Azteca, 2019-2022)

### La voz
La voz es la segunda versión del formato The Voice producido en México. La producción está a cargo de la televisora TV Azteca desde 2019, tras obtener los derechos del formato que había estado en manos de la televisora rival, Televisa de 2011 a 2018.

### Presentadores ycoaches
| Conductor    | Temporadas | Temporadas | Temporadas | Temporadas | Temporadas |
| Conductor    | 1          | 2          | 3          | 4          | 5          |
| ------------ | ---------- | ---------- | ---------- | ---------- | ---------- |
| Jimena Pérez |            |            |            |            |            |
| Eddy Vilard  |            |            |            |            |            |

#### Host digital
| Conductora        | Temporadas | Temporadas | Temporadas | Temporadas | Temporadas |
| Conductora        | 1          | 2          | 3          | 4          | 5          |
| ----------------- | ---------- | ---------- | ---------- | ---------- | ---------- |
| Sofía Aragón      |            |            |            |            |            |
| Cynthia Rodríguez |            |            |            |            |            |

### Cronología de Coaches
| Coach              | Temporadas | Temporadas | Temporadas | Temporadas | Temporadas |
| Coach              | 1          | 2          | 3          | 4          | 5          |
| ------------------ | ---------- | ---------- | ---------- | ---------- | ---------- |
| Ricardo Montaner   |            |            |            |            |            |
| Yahir              |            |            |            |            |            |
| Belinda            |            |            |            |            |            |
| Lupillo Rivera     |            |            |            |            |            |
| María José         |            |            |            |            |            |
| Christian Nodal    |            |            |            |            |            |
| Jesús Navarro      |            |            |            |            |            |
| Edith Márquez      |            |            |            |            |            |
| Miguel Bosé        |            |            |            |            |            |
| Joss Favela        |            |            |            |            |            |
| Ha*Ash             |            |            |            |            |            |
| Yuridia            |            |            |            |            |            |
| David Bisbal       |            |            |            |            |            |
| Soledad Pastorutti |            |            |            |            |            |
| Lali Espósito      |            |            |            |            |            |
| Luck Ra            |            |            |            |            |            |
| Laura              |            |            |            |            | El regreso |

Coaches actuales
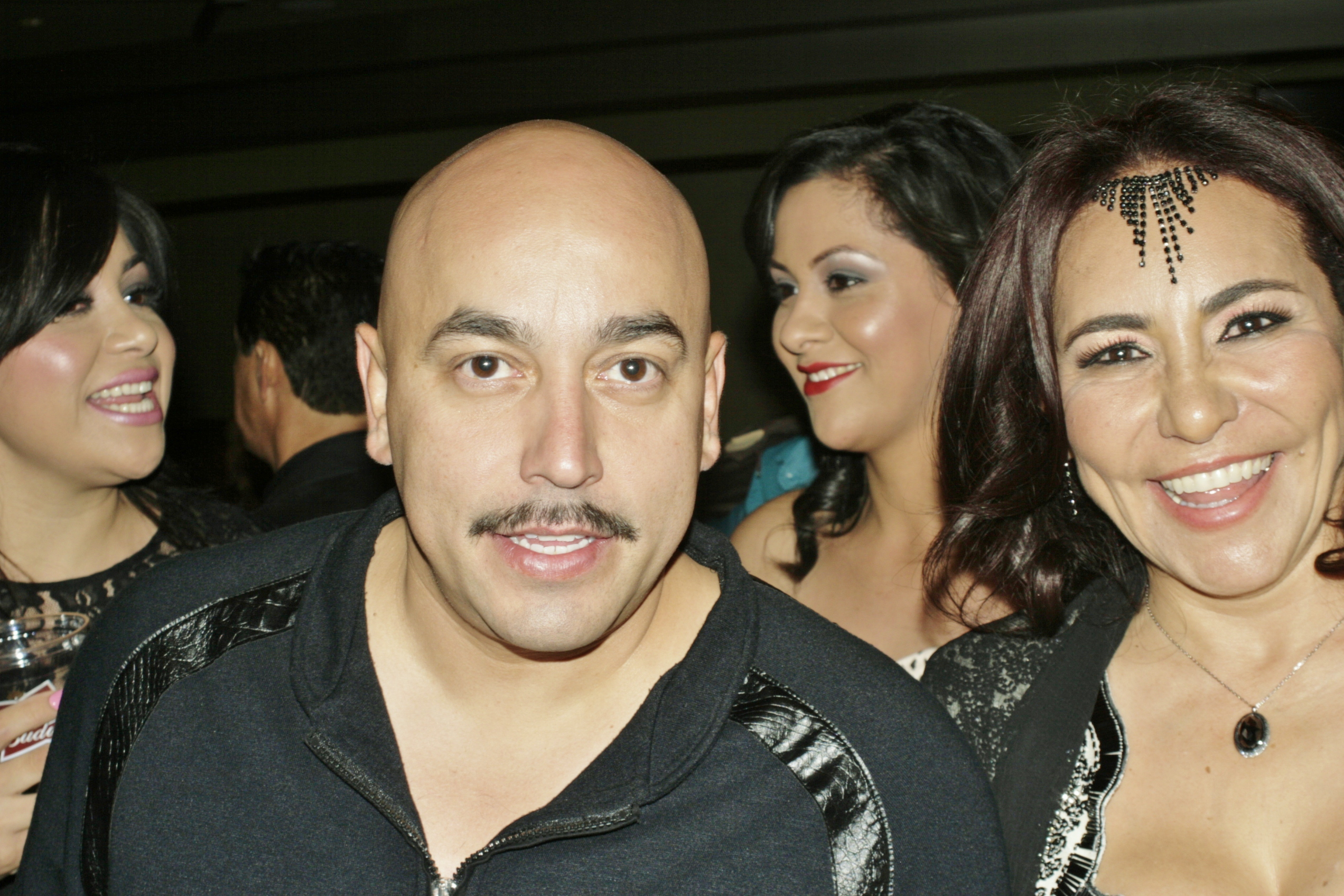
Lupillo Rivera (2019, 2025-presente)
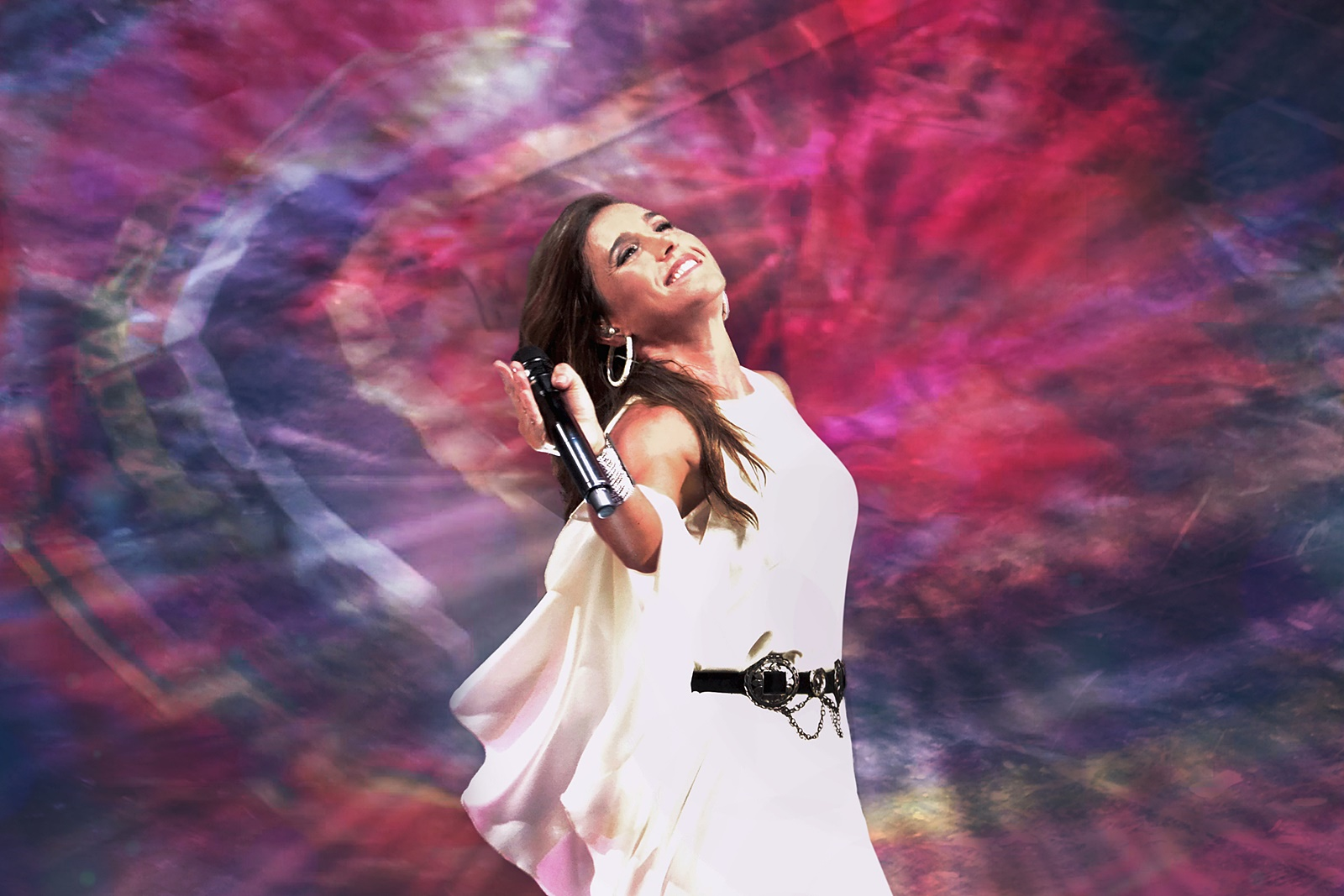
Soledad Pastorutti (2025-presente)
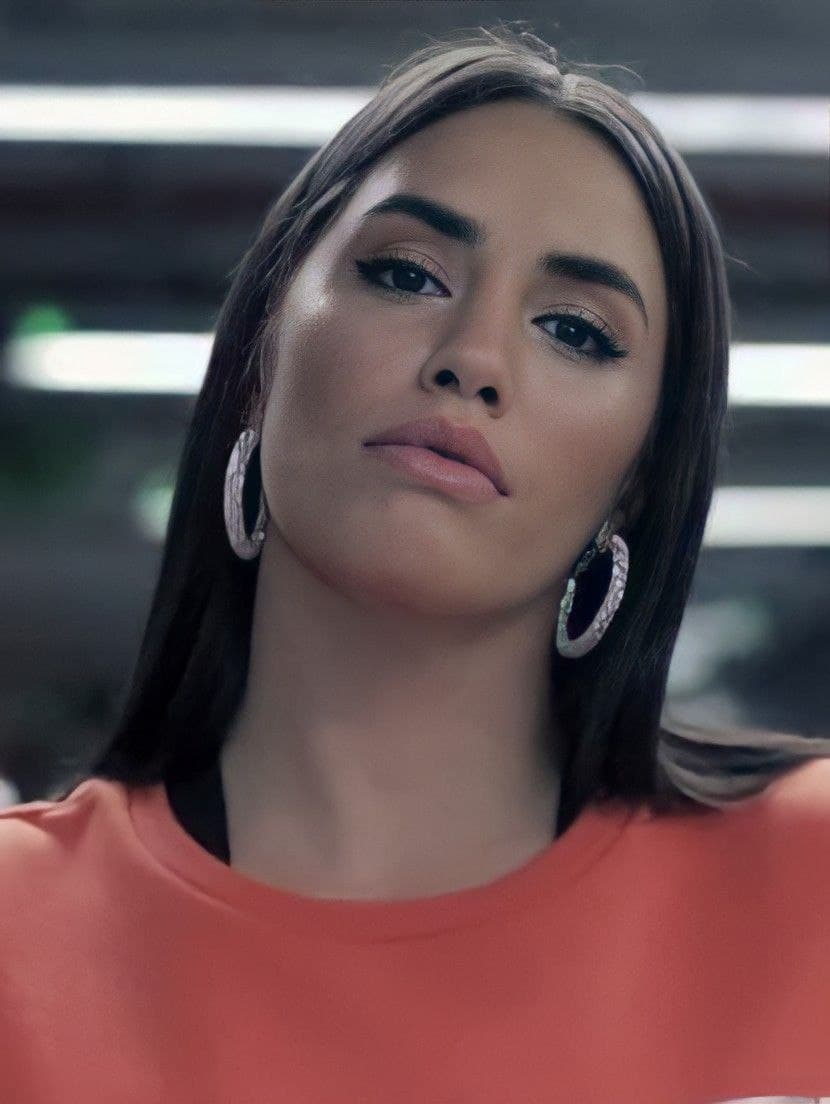
Lali (2025-presente)
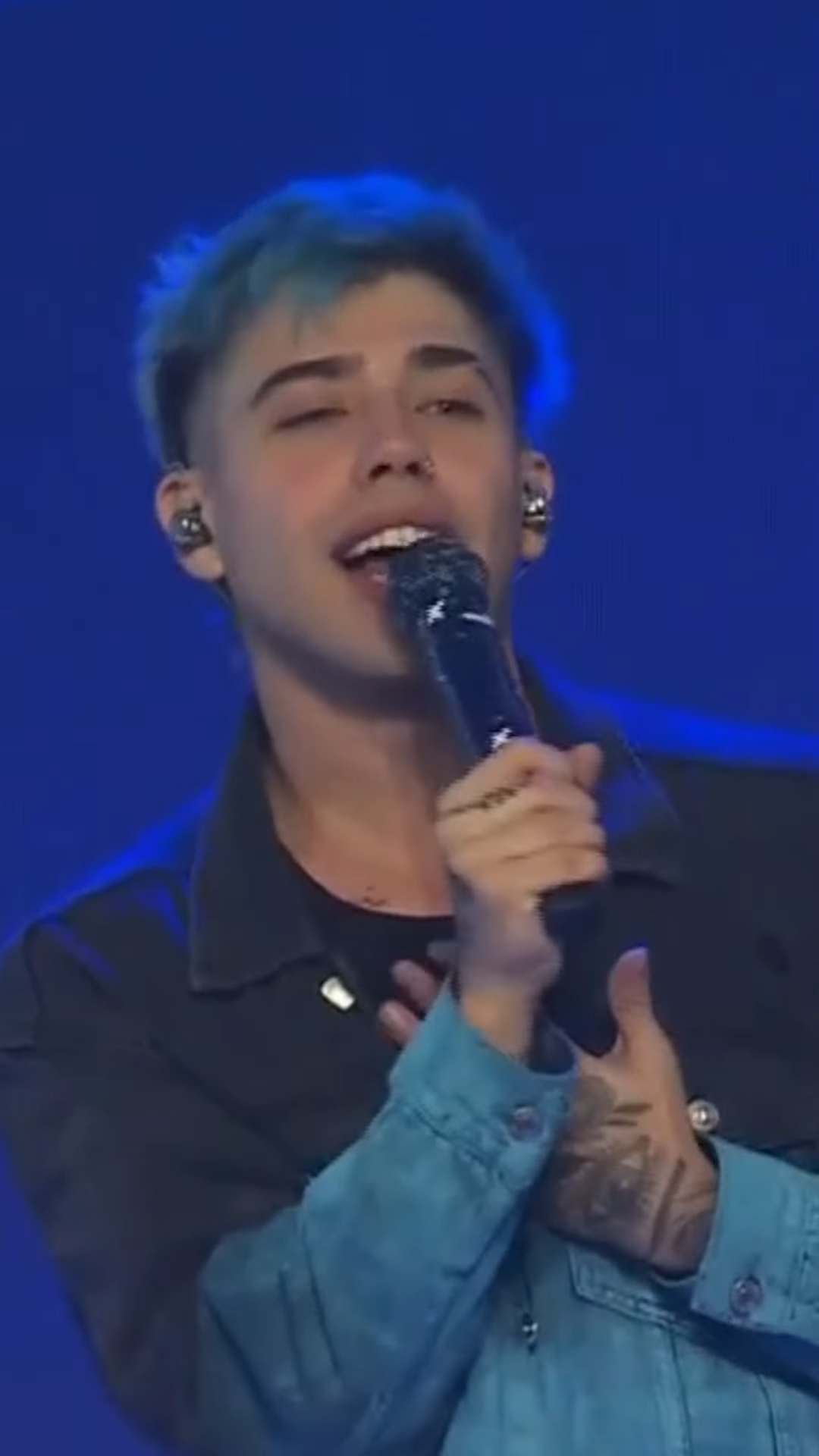
Luck Ra (2025-presente)
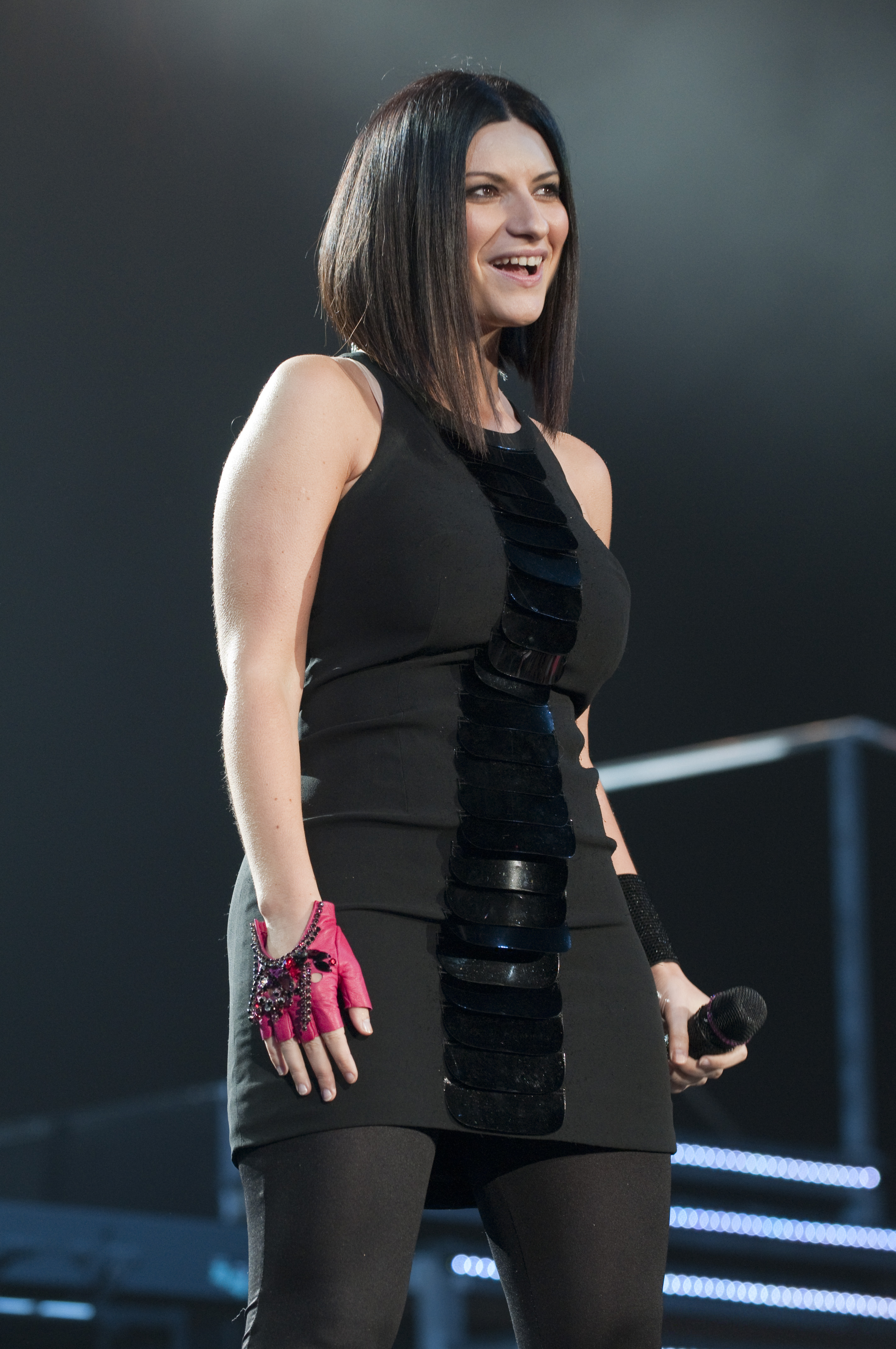
Laura Pausini (2025-presente El regreso)

Coaches anteriores
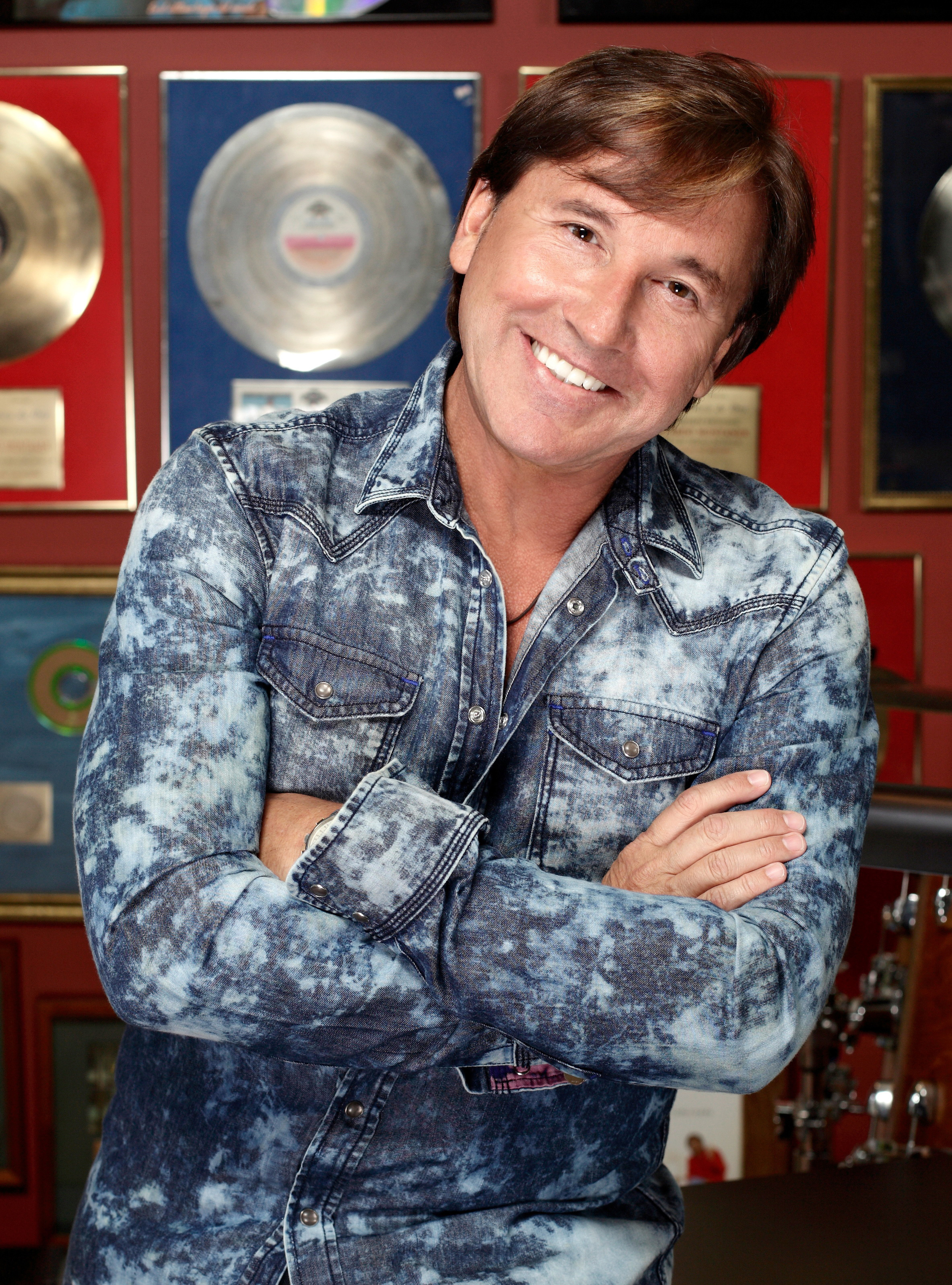
Ricardo Montaner (2019, 2020)
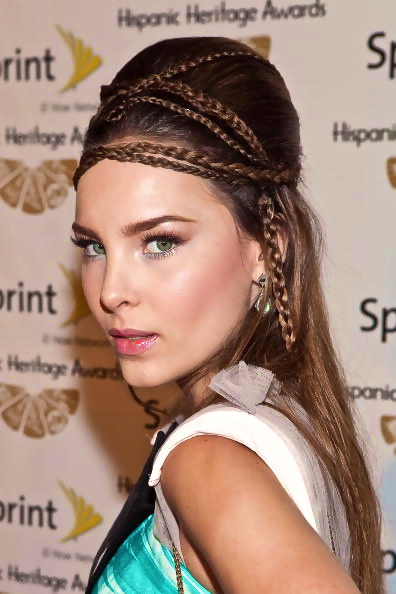
Belinda (2019, 2020)
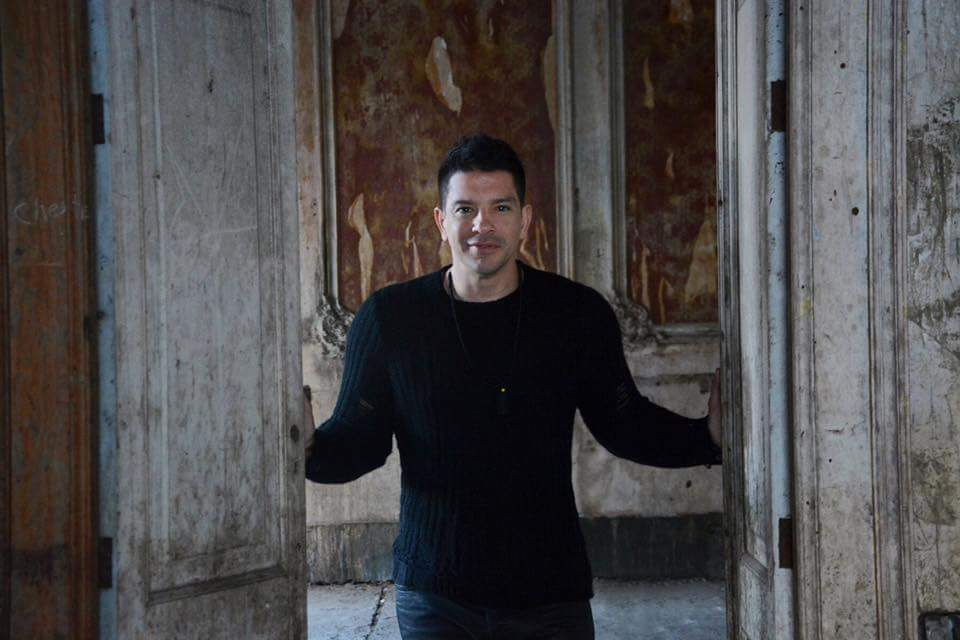
Yahir (2019)
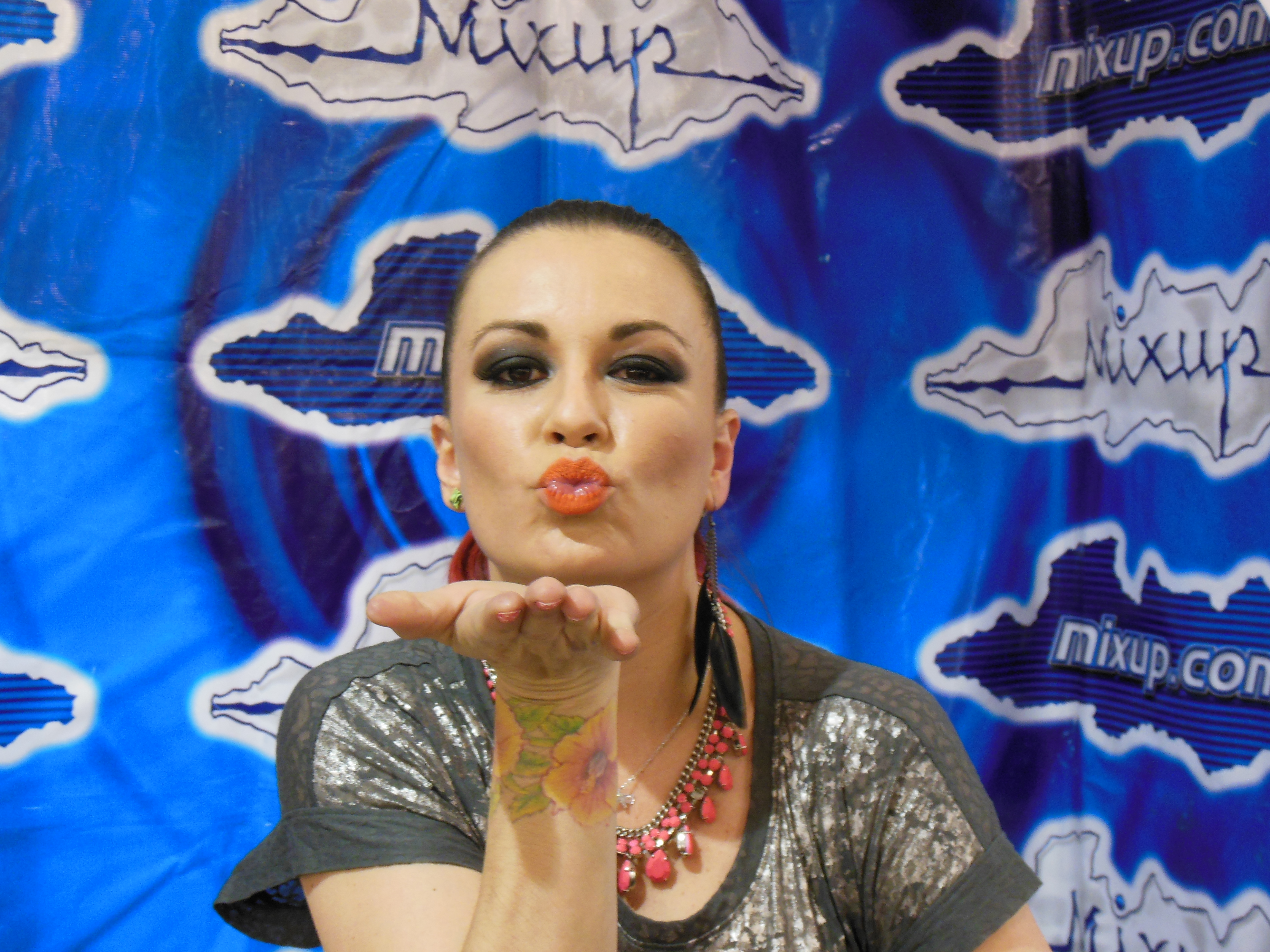
María José (2020, 2021)
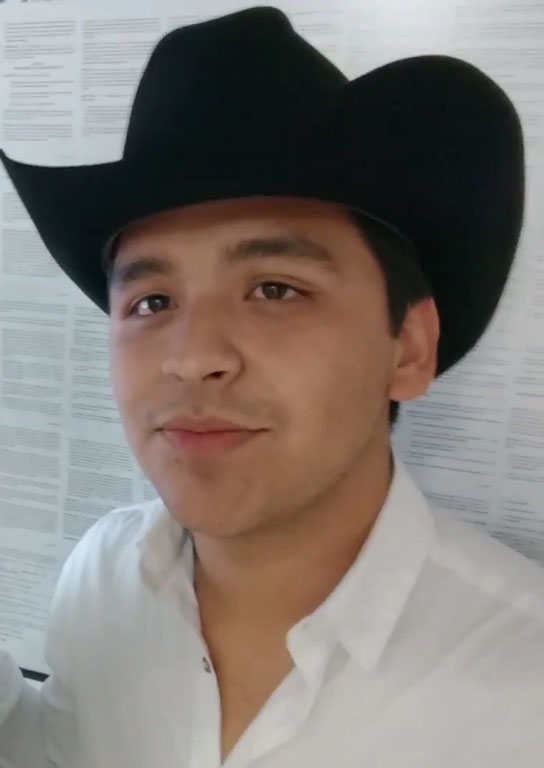
Christian Nodal (2020)
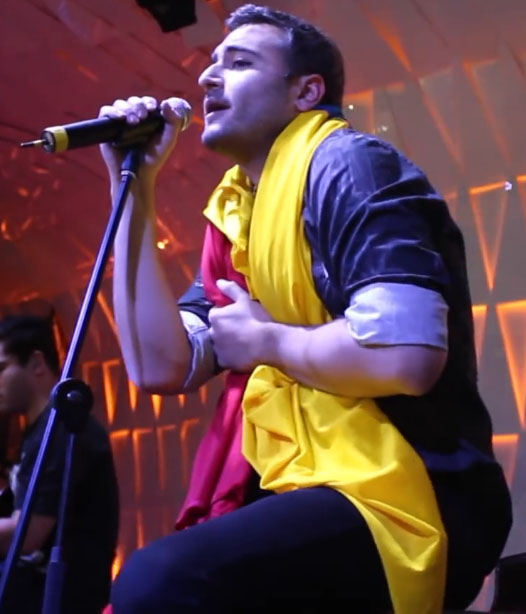
Jesús Navarro (2021)
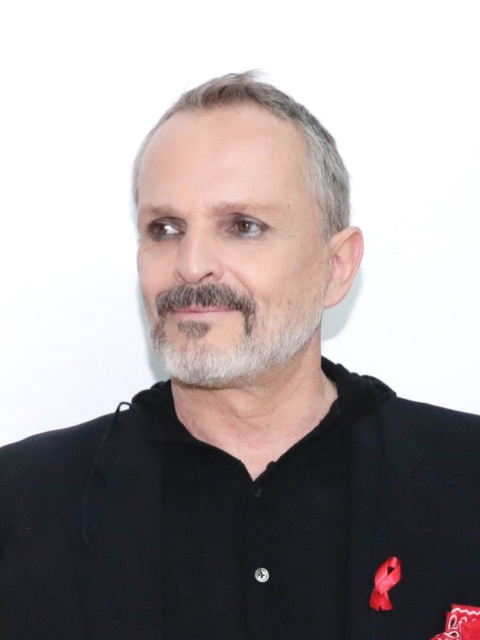
Miguel Bosé (2021)
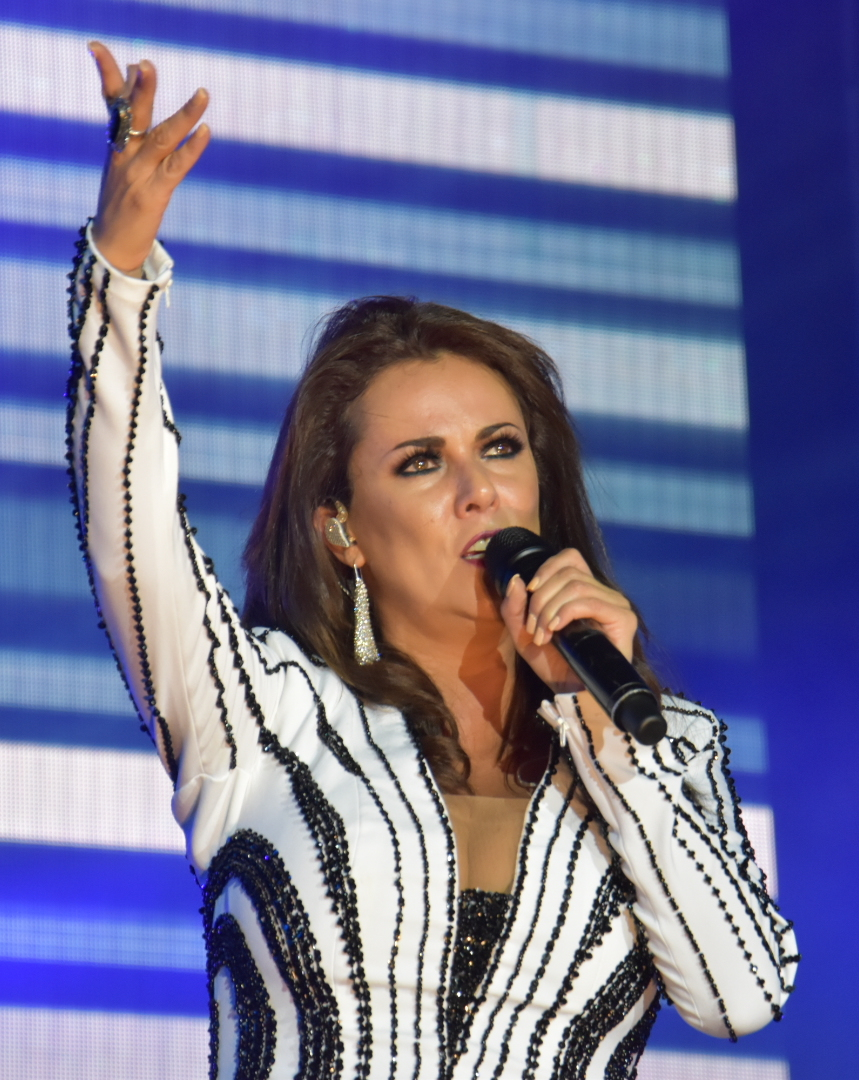
Edith Márquez (2021)
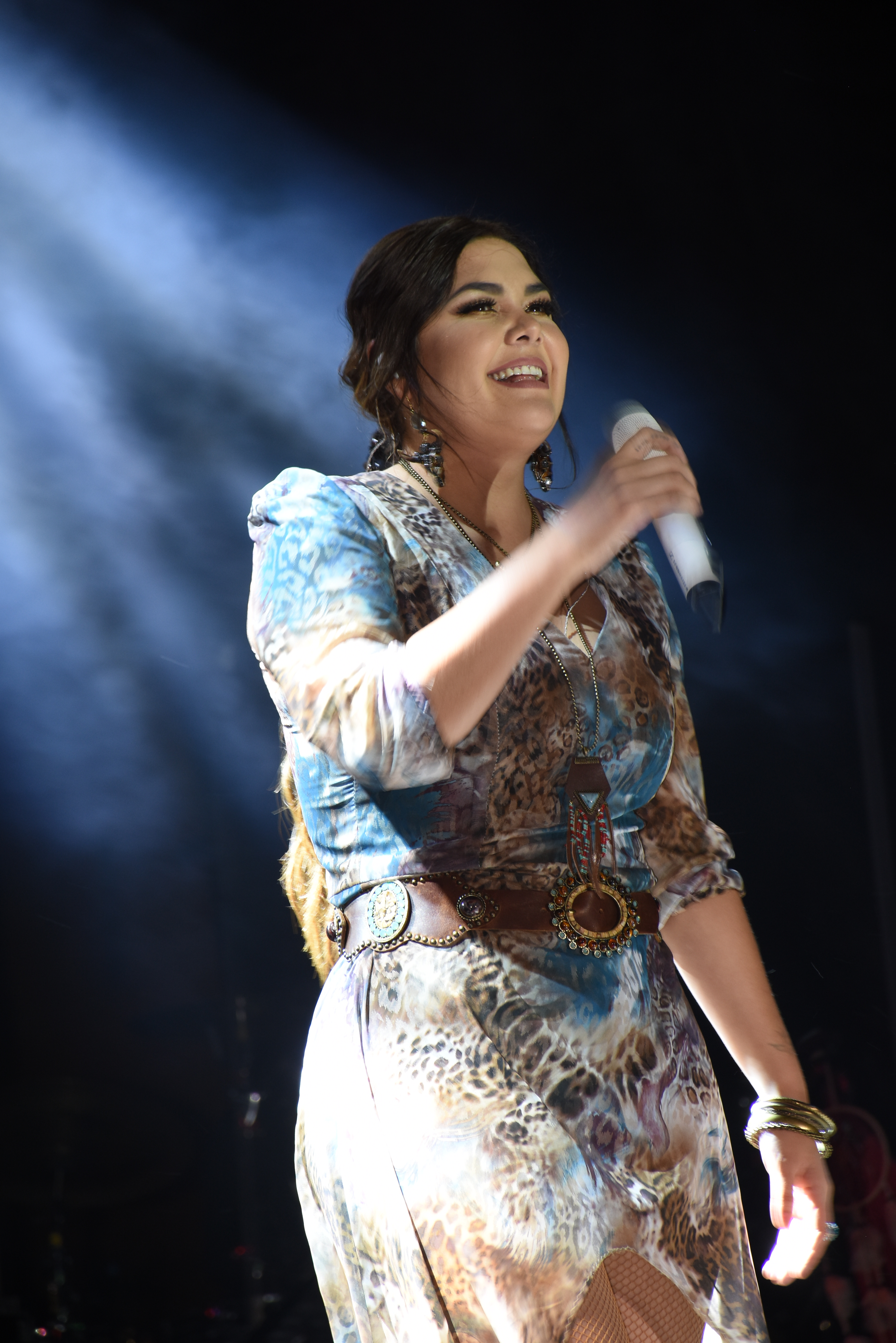
Yuridia (2022)
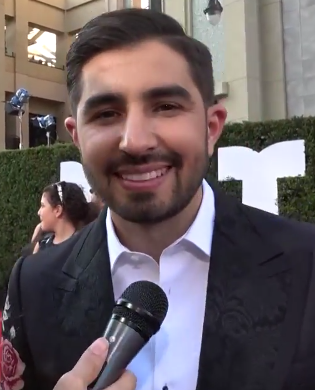
Joss Favela (2022)
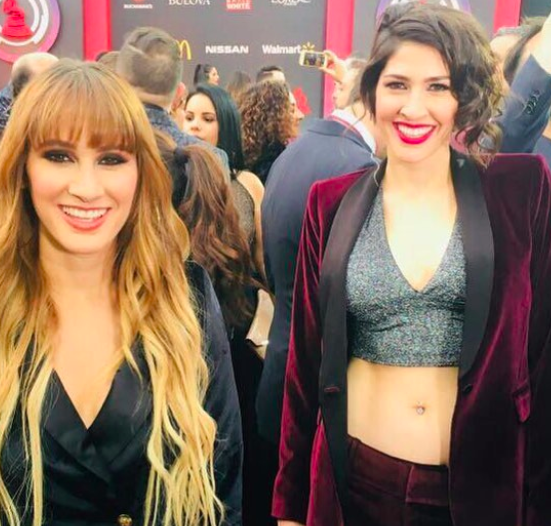
Ha*Ash (2022)
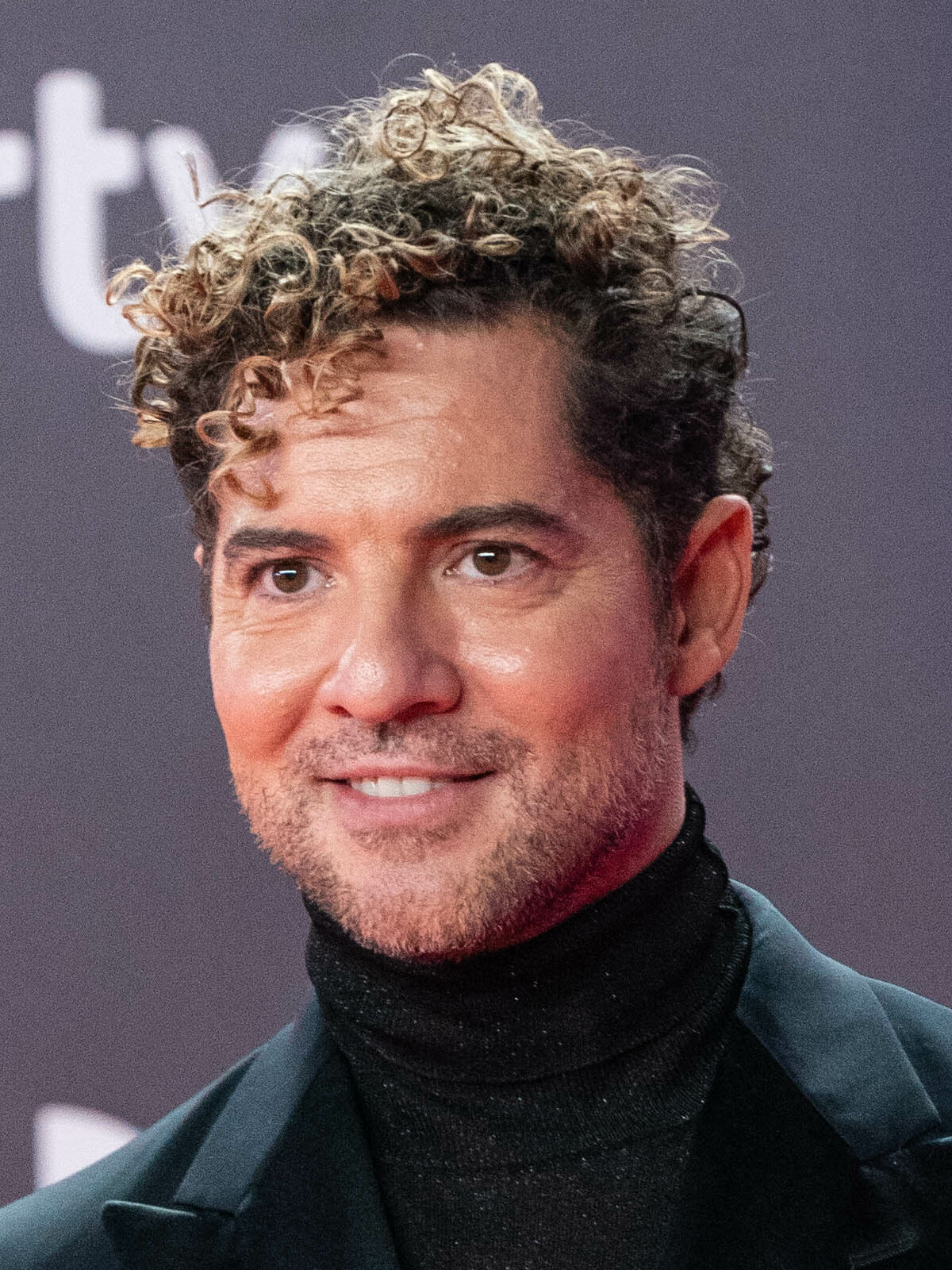
David Bisbal (2022)

### Co-coaches / Asesores
| Temporada | Co-coaches / Asesores   | Co-coaches / Asesores | Co-coaches / Asesores | Co-coaches / Asesores |
| 1         | Ricardo Montaner        | Yahir                 | Belinda               | Lupillo Rivera        |
| --------- | ----------------------- | --------------------- | --------------------- | --------------------- |
| 1         | Eva Ayllón              | Alejandra Guzmán      | Tiziano Ferro         | Rosario Flores        |
| 2         | Christian Nodal         | María José            | Belinda               | Ricardo Montaner      |
| 2         | Mau & Ricky             | Kany García           | Cali & El Dandee      | Becky G               |
| 2         | Carlos Vives (Batallas) |                       |                       |                       |
| 3         | Jesús Navarro           | Edith Márquez         | Miguel Bosé           | María José            |
| 3         | Nahuel Pennisi          | Miranda!              | Nicki Nicole          | Cazzu                 |
| 3         | Abel Pintos (Playoffs)  |                       |                       |                       |
| 4         | Joss Favela             | Ha*Ash                | Yuridia               | David Bisbal          |
| 4         | (Knockouts)             |                       |                       |                       |
| 4         | Palito Ortega           | Karina, la Princesita | Manuel Turizo         | Alex Ubago            |
| 4         | (Batallas)              |                       |                       |                       |
| 4         | Alejandro Lerner        | Diego Torres          | FMK                   | Mateo Sujatovich      |
| 5         | Lupillo Rivera          | Soledad Pastorutti    | Lali Espósito         | Luck Ra               |
| 5         | Dillom                  | La Joaqui             | Valeria Lynch         | Yami Safdie           |
| 5         | (Batallas)              |                       |                       |                       |
| 5         | Zoe Gotusso             | Cazzu                 | Emmanuel Horvilleur   | Chaqueño Palavecino   |

### Equipos
1.º lugar
     2.º lugar
     3.º lugar
     4.º lugar
- Los finalistas de cada equipo están ubicados al principio de la lista, en negrita.
- Los participantes están listados en el orden en el cual fueron siendo eliminados.
- Los participantes están ordenados según la temporada en la cual han participado y el entrenador con el que participaron.

| Temporada | Coaches                                          | Coaches                                          | Coaches                                           | Coaches                                              |
| 1         | Ricardo Montaner                                 | Yahir                                            | Belinda                                           | Lupillo Rivera                                       |
| --------- | ------------------------------------------------ | ------------------------------------------------ | ------------------------------------------------- | ---------------------------------------------------- |
| 1         | Mashiakh y Dara Warnero Sury Faría Diana Bellini | Leo Rosas Tenoch Niño de Rivera Daniela González | Viviann Baeza Lucas Martín Meli G                 | Fátima Domínguez José de Jesús "Pichi" Miguel Rivera |
| 2         | Christian Nodal                                  | María José                                       | Belinda                                           | Ricardo Montaner                                     |
| 2         | Fernando Sujo Natalia Marrokin Arnoldo Tapia     | Glenda Ramírez Majo Cornejo Kike Jiménez         | Prudence Juan Ma DYF                              | Alexis Tanguma Alonso Hernández Gabby Müller         |
| 3         | Jesús Navarro                                    | Edith Márquez                                    | Miguel Bosé                                       | María José                                           |
| 3         | Arantza Sumiko Ela                               | Sherlyn Sánchez Azucena del Toro Dugali          | Kike Aristi Vida Edder Velásquez                  | Arturo de la Fuente Ale Soto Melina                  |
| 4         | Joss Favela                                      | Ha*Ash                                           | Yuridia                                           | David Bisbal                                         |
| 4         | Sandra Guevara Christian Valdés Aeda Fernanda    | Marcela López Adrianna Foster Brandon Parra      | Fátima Elizondo Isabela Rodríguez Jennifer Santos | Anyelique Solorio Gabriel García José María Ortega   |

### Resumen
| - Equipo Montaner - Equipo Yahir - Equipo Belinda | - Equipo Lupillo - Equipo María - Equipo Nodal | - Equipo Edith - Equipo Jesús - Equipo Bosé | - Equipo Joss - Equipo Ha*Ash - Equipo Yuridia | - Equipo Bisbal |

| Temp. | Año  | Ganador          | Subcampeón          | Tercer lugar   | Cuarto lugar    | Coach Ganador   | Conductor/a  | Coaches (orden de las sillas) | Coaches (orden de las sillas) | Coaches (orden de las sillas) | Coaches (orden de las sillas) |
| Temp. | Año  | Ganador          | Subcampeón          | Tercer lugar   | Cuarto lugar    | Coach Ganador   | Conductor/a  | 1                             | 2                             | 3                             | 4                             |
| ----- | ---- | ---------------- | ------------------- | -------------- | --------------- | --------------- | ------------ | ----------------------------- | ----------------------------- | ----------------------------- | ----------------------------- |
| 1     | 2019 | Fátima Domínguez | Leo Rosas           | Viviann Baeza  | Mashiakh y Dara | Lupillo Rivera  | Jimena Pérez | Ricardo                       | Yahir                         | Belinda                       | Lupillo                       |
| 2     | 2020 | Fernando Sujo    | Alexis Tanguma      | Glenda Ramírez | Prudence        | Christian Nodal | Eddy Vilard  | Christian                     | María José                    | Belinda                       | Ricardo                       |
| 3     | 2021 | Sherlyn Sánchez  | Arturo de la Fuente | Arantza        | Kike Aristi     | Edith Márquez   | Eddy Vilard  | Jesús                         | Edith                         | Miguel                        | María José                    |
| 4     | 2022 | Fátima Elizondo  | Anyelique Solorio   | Marcela López  | Sandra Guevara  | Yuridia         | Eddy Vilard  | Joss                          | Ha*Ash                        | Yuridia                       | David                         |
| 5     | 2025 | A definir        | A definir           | A definir      | A definir       | A definir       | Eddy Vilard  | Lupillo                       | Soledad                       | Lali                          | Luck Ra                       |

## La voz senior
México se convierte en el primer país en el continente americano en producir el formato de La voz senior, el cual es producido por TV Azteca en colaboración con la compañía turca AcunMedya. Este formato consiste en que los participantes sean personas mayores de 50 años. La primera temporada Senior fue estrenada el 15 de julio de 2019 por Azteca Uno. Es conducido por Jimena Pérez "La Choco" y los coaches serán los mismos que en la anterior temporada de La voz: Ricardo Montaner, Yahir, Belinda y Lupillo Rivera.
Para el 2021 cuenta con la segunda temporada en la cual los coaches serían los mismos a excepción de Lupillo Rivera y en su lugar queda la cantante María José, bajo la conducción de Eddy Vilard.

### Resumen
| - Equipo Montaner - Equipo Yahir - Equipo Belinda - Equipo Lupillo | - Equipo María José |

| Temporada | Estreno             | Final               | La Voz Sénior   | Finalistas      | Coach ganador    | Presentadores | Backstage    | Coaches          | Coaches    | Coaches | Coaches          |
| Temporada | Estreno             | Final               | La Voz Sénior   | Finalistas      | Coach ganador    | Presentadores | Backstage    | 1                | 2          | 3       | 4                |
| --------- | ------------------- | ------------------- | --------------- | --------------- | ---------------- | ------------- | ------------ | ---------------- | ---------- | ------- | ---------------- |
| 1         | 15 de julio de 2019 | 30 de julio de 2019 | Salvador Rivera | Mr. Soul        | Ricardo Montaner | Jimena Pérez  | Jimena Pérez | Ricardo Montaner | Yahir      | Belinda | Lupillo Rivera   |
| 1         | 15 de julio de 2019 | 30 de julio de 2019 | Salvador Rivera | Genaro Palacios | Ricardo Montaner | Jimena Pérez  | Jimena Pérez | Ricardo Montaner | Yahir      | Belinda | Lupillo Rivera   |
| 1         | 15 de julio de 2019 | 30 de julio de 2019 | Salvador Rivera | Cuca Tena       | Ricardo Montaner | Jimena Pérez  | Jimena Pérez | Ricardo Montaner | Yahir      | Belinda | Lupillo Rivera   |
| 2         | 27 de abril de 2021 | 31 de mayo de 2021  | Omar Alexander  | Rossy Rodríguez | Ricardo Montaner | Eddy Vilard   | Eddy Vilard  | Yahir            | María José | Belinda | Ricardo Montaner |
| 2         | 27 de abril de 2021 | 31 de mayo de 2021  | Omar Alexander  | Baby Batiz      | Ricardo Montaner | Eddy Vilard   | Eddy Vilard  | Yahir            | María José | Belinda | Ricardo Montaner |
| 2         | 27 de abril de 2021 | 31 de mayo de 2021  | Omar Alexander  | Mr. Clayton     | Ricardo Montaner | Eddy Vilard   | Eddy Vilard  | Yahir            | María José | Belinda | Ricardo Montaner |

## La voz kids
La voz kids es un concurso de talentos mexicano producido por Televisa y TV Azteca en colaboración con ITV Studios. Este formato consistía en elegir entre un grupo de concursantes a aquellos que destacarán por sus cualidades vocales sin que su imagen influyera en la decisión del jurado. La voz kids fue la adaptación mexicana del exitoso formato neerlandés The Voice Kids, popularizado en el mundo a raíz de la adaptación estadounidense que emitió la cadena Telemundo desde mayo de 2013.

### Primera temporada
El 26 de noviembre de 2020, se anuncia que México contará la primera versión a cargo de TV Azteca de La voz en su formato infantil. En este formato se aceptan participantes más jóvenes a los 15 años. El 15 de enero de 2021, se da aviso de la fecha de estreno prevista para el mes de marzo del año 2021 y se confirman los coaches, regresando para una cuarta temporada (2 de La voz y 1 de La voz senior) Belinda, para una segunda María José y en su debut en el formato en México el cantante Camilo y el dueto de Mau & Ricky. El estreno fue el 22 de marzo de 2021, producida por TV Azteca, y transmitida por Azteca uno.

### Segunda temporada
El 20 de enero de 2022 después de haberse confirmado la segunda temporada, se dan a conocer los coaches que confomarán esta edición, siendo el regreso de Mau & Ricky, además del debut como coaches de Paty Cantú (quien había sido asesora o co-preparador de David Bisbal en la tercera temporada y de Alejandro Sanz en la quinta temporada de La voz... México (Televisa), María León (quien también había sido asesora de Maluma en La voz kids) y Joss Favela

### Resumen
| - Equipo Camilo - Equipo Belinda - Equipo Mau y Ricky - Equipo María José | - Equipo Paty - Equipo María León - Equipo Joss |

| Temporada | Estreno               | Final                   | La Voz Kids    | Finalistas       | Preparador ganador | Presentador | Coaches       | Coaches            | Coaches        | Coaches     |
| Temporada | Estreno               | Final                   | La Voz Kids    | Finalistas       | Preparador ganador | Presentador | 1             | 2                  | 3              | 4           |
| --------- | --------------------- | ----------------------- | -------------- | ---------------- | ------------------ | ----------- | ------------- | ------------------ | -------------- | ----------- |
| 1         | 12 de marzo de 2017   | 14 de mayo de 2017      | Eduardo Barba  | Mariana Nájera   | Maluma             | Yuri        | Maluma        | Emmanuel y Mijares | Rosario Flores | N/A         |
| 1         | 12 de marzo de 2017   | 14 de mayo de 2017      | Eduardo Barba  | Deylan López     | Maluma             | Yuri        | Maluma        | Emmanuel y Mijares | Rosario Flores | N/A         |
| 1         | 12 de marzo de 2017   | 14 de mayo de 2017      | Eduardo Barba  | N/A              | Maluma             | Yuri        | Maluma        | Emmanuel y Mijares | Rosario Flores | N/A         |
| 2         | 20 de octubre de 2019 | 22 de diciembre de 2019 | Roberto Xavier | Mario Girón      | Lucero             | Yuri        | Carlos Rivera | Lucero             | Melendi        | N/A         |
| 2         | 20 de octubre de 2019 | 22 de diciembre de 2019 | Roberto Xavier | Mónica Plehn     | Lucero             | Yuri        | Carlos Rivera | Lucero             | Melendi        | N/A         |
| 2         | 20 de octubre de 2019 | 22 de diciembre de 2019 | Roberto Xavier | N/A              | Lucero             | Yuri        | Carlos Rivera | Lucero             | Melendi        | N/A         |
| 3         | 22 de marzo de 2021   | 26 de abril de 2021     | Randy Ortiz    | Santiago Flores  | Belinda            | Eddy Vilard | María José    | Mau & Ricky        | Belinda        | Camilo      |
| 3         | 22 de marzo de 2021   | 26 de abril de 2021     | Randy Ortiz    | Erick Elian      | Belinda            | Eddy Vilard | María José    | Mau & Ricky        | Belinda        | Camilo      |
| 3         | 22 de marzo de 2021   | 26 de abril de 2021     | Randy Ortiz    | Renata Tello     | Belinda            | Eddy Vilard | María José    | Mau & Ricky        | Belinda        | Camilo      |
| 4         | 25 de abril de 2022   | 31 de mayo de 2022      | Kevin Aguilar  | José A. López    | Mau y Ricky        | Eddy Vilard | Mau & Ricky   | María León         | Paty Cantú     | Joss Favela |
| 4         | 25 de abril de 2022   | 31 de mayo de 2022      | Kevin Aguilar  | Leonardo Gabriel | Mau y Ricky        | Eddy Vilard | Mau & Ricky   | María León         | Paty Cantú     | Joss Favela |
| 4         | 25 de abril de 2022   | 31 de mayo de 2022      | Kevin Aguilar  | Habana Zoé       | Mau y Ricky        | Eddy Vilard | Mau & Ricky   | María León         | Paty Cantú     | Joss Favela |